# Список померлих 1987 року
Це список значимих людей, що померли 1987 року, упорядкований за датою смерті.

## Січень

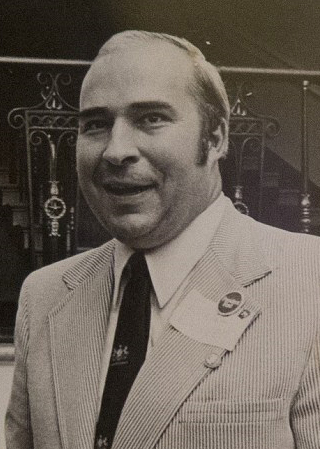
Роберт Бадд Дваєр

1 січня — Нермін Озес, турецька акторка театру та кіно грецького походження (*1930)
2 січня — Харекрішна Махтаб, індійський борець за незалежність, політик (*1899)
7 січня — Сон Со Хі, південнокорейська письменниця і поетеса (*1917)
9 січня — Артур Лейк, американський актор (*1905)
9 січня — Лі Пон Рен, південнокорейський співак (*1914)
13 січня — Ефрос Анатолій Васильович, радянський режисер театру і кіно, педагог (*1925)
13 січня — Ільїнський Ігор Володимирович, радянський актор та режисер театру та кіно, майстер художнього слова (читець) (*1901)
14 січня — Дуглас Сірк, німецький кінорежисер, що працював у Голлівуді (*1897)
14 січня — Пак Чон Чол, корейський демократичний активіст (*1965)
14 січня — Раулі Баддінг Сомерйокі, фінський співак, композитор і автор пісень (*1947)
14 січня — Сем Вагстафф, американський куратор мистецтва, колекціонер, мистецький наставник і благодійник (*1921)
14 січня — Тургут Деміраг, турецький кінорежисер, продюсер і сценарист (*1921)
15 січня — Рей Болгер, американський актор і танцюрист (*1904)
15 січня — Карл-Фредрік Елджернон, шведський військово-морський офіцер (*1925)
15 січня — Мустафа Демір, турецький військовий (*1918)
16 січня — Джойс Джеймсон, американська акторка (*1927)
17 січня — Гу Чжутун, генерал армії Республіки Китай (*1893)
18 січня — Ренато Гуттузо, італійський художник (*1911)
18 січня — Есмаїл Дагаєгі, іранський військовий командир Корпусу вартових Ісламської революції під час ірано-іракської війни (*1954)
18 січня — Серхіо Блажич, югославський рок-музикант (*1951)
19 січня — Лоренс Кольберг, американський психолог (*1927)
19 січня — Джеральд Бренан, мальтійський письменник та іспаніст британського походження (*1894)
21 січня — Іккі Кадзівара, японський мангака, письменник і кінопродюсер (*1936)
21 січня — Чарльз Гуделл, американський політик (*1926)
22 січня — Барбро Алвінг, шведська журналістка, письменниця (*1909)
22 січня — Зейят Байкара, турецький політик (*1915)
22 січня — Роберт Бадд Дваєр, американський політик (*1939)
22 або 28 січня — Гало Пласа, президент Еквадору (1948—1952) (*1906)
23 січня — Асім Ферхатович, югославський боснійський футболіст (*1933)
23 січня — Уріель Офек, ізраїльський дитячий і юнацький письменник, редактор, автор пісень, поет, перекладач, сценарист, лікар і дослідник літератури (*1926)
25 січня — Міхріша Султан, османська принцеса, донька наслідного принца Юсуфа Іззеддіна Ефенді (*1916)
25 січня — Науель Морено, аргентинський революційний лідер (*1924)
25 січня — Родольфо, угорський фокусник (*1911)
27 січня — Білозерська Любов Євгенівна, друга дружина російського письменника Михайла Булгакова (*1895)
27 січня — Кім Чже Чжун, південнокорейський пресвітеріанський пастор (*1901)
27 січня — Норман Макларен, шотландсько-канадський мультиплікатор, режисер і продюсер (*1914)
27 січня — Уве Райнер, шведський юрист, державний службовець, політик і спортивний функціонер (*1925)
29 січня — Герхард Клопфер, німецький юрист, партійний бюрократ нацистського режиму (*1905)
29 січня — Ібрагім Абдель Разек, єгипетський актор (*1942)
29 січня — Карло Кассола, італійський письменник і партизан (*1917)
31 січня — Анджапарідзе Веріко Івліанівна, грузинська акторка театру і кіно, театральна режисерка та педагог (*1897)
31 січня — Ів Аллегре, французький кінорежисер та сценарист (*1905)
31 січня — Ідріс Барзані, іракський курдський політик (*1944)
31 січня — Сусуму Ватанабе, японський бізнесмен, промоутер розваг і басист (*1927)
31 січня — Ю Вон Сік, корейський військовик, співорганізатор військового перевороту (*1914)

## Лютий

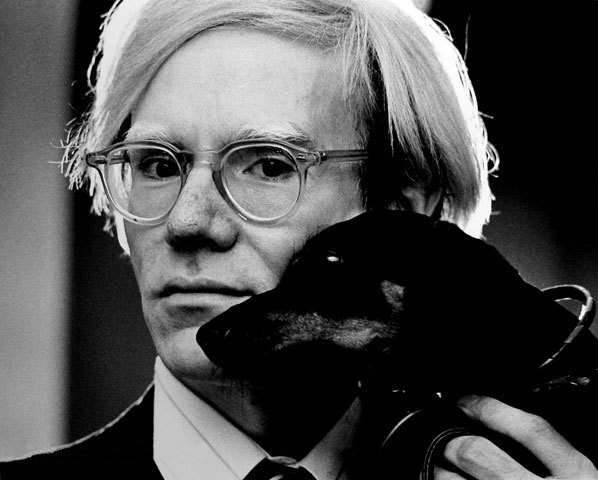
Енді Воргол
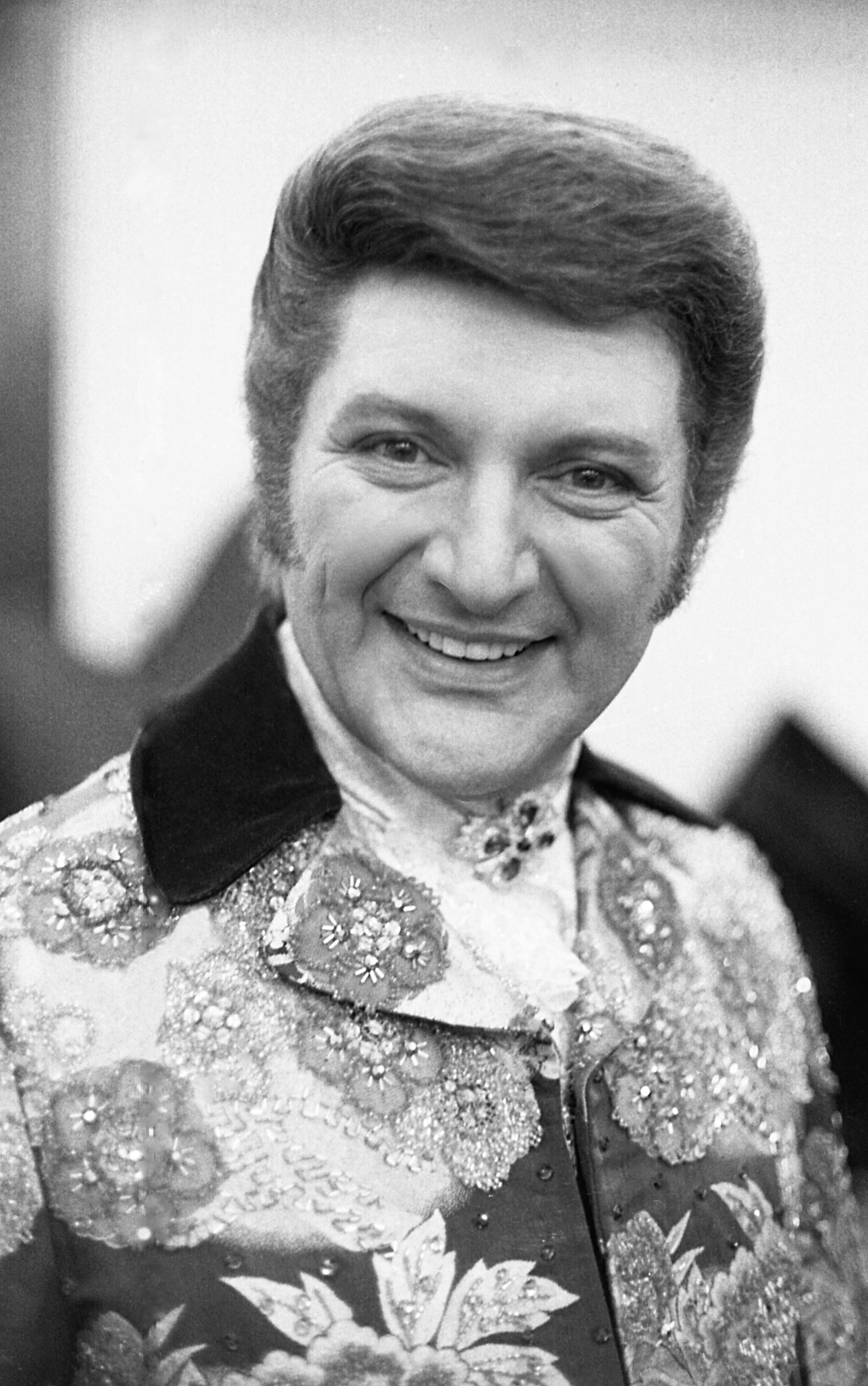
Лібераче
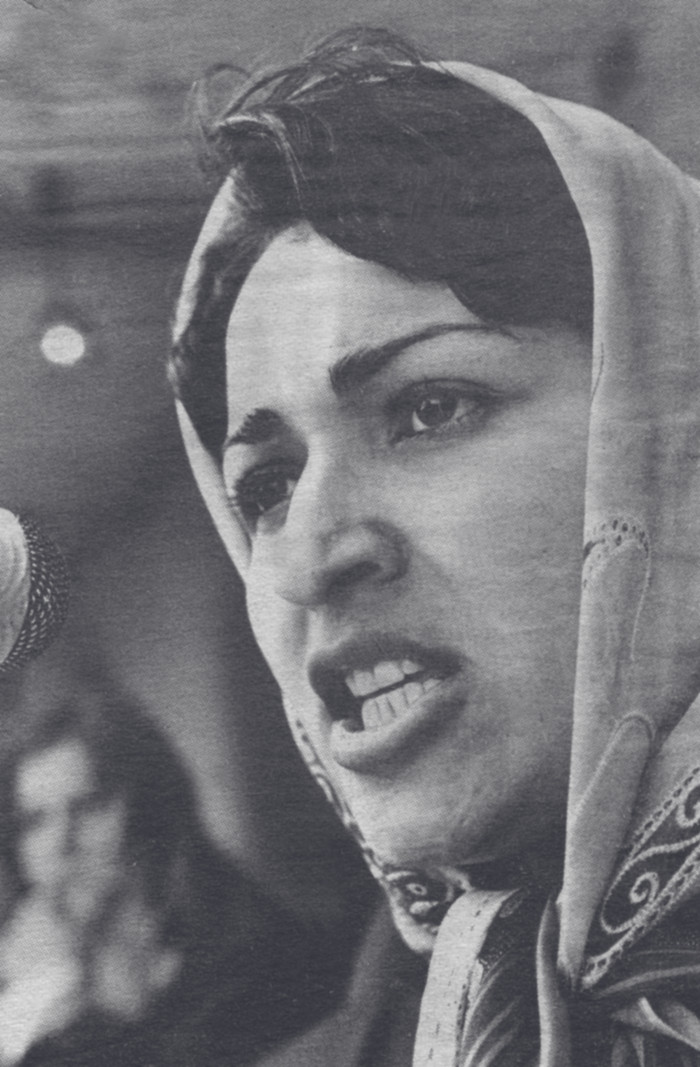
Міна Кешвар Камаль
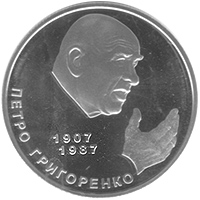
Петро Григоренко (ювілейна монета)

1 лютого — Алессандро Блазетті, італійський кінорежисер, сценарист, актор і монтажер, «батько сучасного італійського кіно» (*1900)
1 лютого — Густав Кнут, німецький актор (*1901)
1 лютого — Алессандра Лескано, учасниця жіночої вокальної італомовної групи, що складалася з сестер угорсько-голландського походження (*1910)
2 лютого — Алістер Маклін, шотландський письменник та кіносценарист (*1922)
2 лютого — Карлос Жозе Кастільйо, бразильський футболіст, тренер (*1927)
3 лютого — Дональд Аронов, американський конструктор, будівельник і гонщик швидкісних катерів (*1927)
3 лютого — принц Такамацу Нобухіто, член японської королівської сім'ї, військовий моряк, молодший брат імператора Сьова (*1905)
4 лютого — Карл Роджерс, американський психолог, один із засновників гуманістичної психології (*1902)
4 лютого — Лібераче, американський музикант і шоумен польсько-італійського походження (*1919)
4 лютого — Міна Кешвар Камаль, афганська феміністка, борчиня за права жінок, засновниця Революційної асоціації жінок Афганістану (*1956)
5 лютого — Мішель Баруен, французький державний службовець, бізнесмен і письменник (*1930)
6 лютого — Кешав Чандра Наг, індійський бенгальський математик, автор підручників з математики та педагог (*1893)
7 лютого — Клаудіо Вілла, італійський співак (*1926)
7 лютого — Чеслав Воллейко, польський актор кіно, театру, телебачення та радіо, а також режисер і викладач (*1916)
8 лютого — Менюк Георгій Миколайович, молдовський радянський письменник, перекладач (*1918)
8 лютого — Папуша, ромська поетеса (*1908)
8 лютого — Хендрік Кукук, нідерландський фермер і політик (*1912)
8 лютого — Ян Ґайєнтаан, голландський письменник, телеактор, ветеринар; перший телевізійний Сінтерклаас у Нідерландах (*1902)
10 лютого — Анджела Джуссані, італійська карикатуристка і видавниця (*1922)
10 лютого — Ганс Розенталь, німецький артист, ведучий, режисер (*1925)
10 лютого — Садікін, пакистанський художник, каліграф і художник (*1923)
11 лютого — Алі Аль-Шаріф, єгипетський актор (*1934)
11 лютого — Марк Ештон, британський комуністичний активіст за права геїв (*1960)
12 лютого — Рауль Рейман, фінський музикант (*1950)
14 лютого — Кабалевський Дмитро Борисович, радянський композитор, диригент, піаніст, педагог, публіцист, громадський діяч (*1904)
14 лютого — Цай Ланцінь, тайванський співак і автор пісень (*1964)
16 лютого — Рус Телаумбануа, індонезійський священик і бюрократ (*1919)
17 лютого — Хусейн Марва, ліванський мислитель, філософ і дослідник, комуністичний політичний діяч (*1910)
18 лютого — Коверда Борис Софронович, діяч російської білої еміграції, редактор, коректор, експедитор (*1907)
19 лютого — Кірстен Вальтер, данська акторка (*1933)
19 лютого — Юрдаер Доґулу, турецький музикант (*1941)
20 лютого — А.Х.М. Шамсуджоха, бангладешський політик (*1924)
20 лютого — Едгар П. Джейкобс, бельгійський творець коміксів — письменник і художник (*1904)
21 лютого — Григоренко Петро Григорович, український радянський правозахисник, дисидент, генерал-майор ЗС СРСР; член-засновник Московської та Української Гельсінських груп (*1907)
21 лютого — Меїр Яарі, ізраїльський політик (*1897)
22 лютого — Енді Воргол, американський митець лемківського походження, один із засновників попарту (*1928)
22 лютого — Леон Петрашкевич, польський актор, режисер, педагог (*1907)
23 лютого — Едвард Ленсдейл, офіцер ВПС США, співробітник ЦРУ (*1908)
23 лютого — Жозе Афонсу, португальський співак і автор пісень (*1929)
23 лютого — Хун Тонг, тайванський художник-аматор (*1920)
25 лютого — Джеймс Коко, американський актор театру та кіно (*1930)
25 лютого — Ш.Х. Біхарі, індійський лірик, автор пісень і поет (*1922)
26 лютого — Гаррі Ліндстрем, норвезький державний службовець (*1916)
26 лютого — Одрі Марі Гіллі, американська вбивця (*1933)
27 лютого — Домінго Ітурбе Абасоло, лідер баскської терористичної організації ETA (*1943)
27 лютого — Францішек Блахніцький, польський католицький священик, викладач, релігійний активіст, політичний в'язень (*1921)
28 лютого — Анні Ондра, чеська кіноакторка та продюсерка (*1902)
28 лютого — Патон Володимир Євгенович, радянський науковець, доктор технічних наук, старший брат президента НАН України академіка Бориса Патона (*1917)
28 лютого — Джоан Грінвуд, англійська актриса (*1921)
28 лютого — Насім Амрохаві, пакистанський лексикограф, історик, журналіст і поет урду (*1908)

## Березень

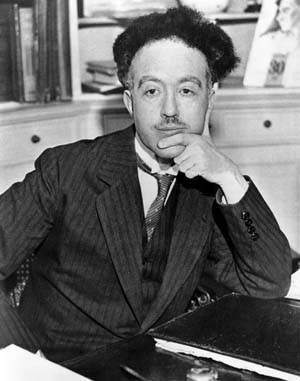
Луї де Бройль
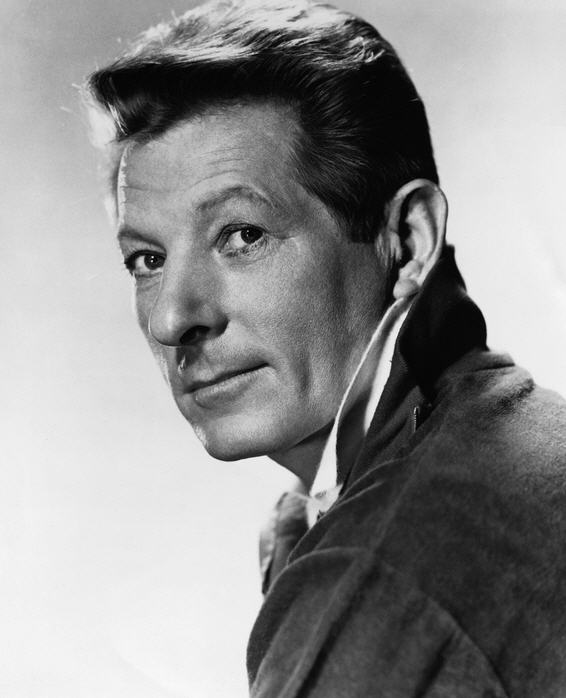
Денні Кей
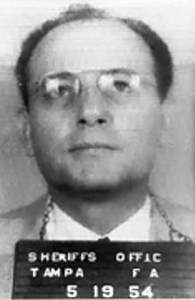
Санто Траффіканте мол.

1 березня — Бертран де Жувенель, французький філософ, політичний економіст та футуролог (*1903)
1 березня — Вілем Нови, чеський і чехословацький політик (*1904)
2 березня — Рендольф Скотт, американський актор (*1898)
2 березня — Лоло Соеторо, індонезійський географ, вітчим президента США Барака Обами (*1935)
3 березня — Денні Кей, американський актор, комік, співак і танцюрист (*1911)
3 березня — Роберт Марсель, фламандський актор (*1900)
3 березня — С.А. Барі, бангладешський політик (*1927)
3 березня — Хана Вітова, чеська актриса та співачка 1930-1940-х років (*1914)
4 березня — Жорж Арно, французький письменник, журналіст-розслідувач і політичний активіст (*1917)
4 березня — Сейбо Кітамура, японський скульптор (*1884)
6 березня — Гюлістан Гюзей, турецька акторка (*1927)
6 березня — Індер Радж Ананд, індійський письменник і сценарист Боллівуду (*н/д)
6 березня — Мусанніф Рякуду, індонезійський борець за свободу та військовий діяч (*1924)
7 березня — Чулюкін Юрій Степанович, радянський кінорежисер, сценарист, кіноактор, автор пісень (*1929)
7 березня — Бінь Нгуєн Лок, південнов'єтнамський письменник і культурний діяч (*1914)
9 березня — Мохаммад Байтулла, бангладешський політик (*1927)
9 березня — Юсеф Аль-Халь, лівано-сирійський поет і журналіст (*1917)
10 березня — Деніел Дж. Морган, британський приватний детектив, жертва резонансного вбивства (*1949)
12 березня — Вуді Хейс, американський футболіст і футбольний тренер (*1913)
13 березня — Бернард Гржимек, західнонімецький зоолог, письменник, директор Франкфуртського зоопарку (*1909)
14 березня — Алі Мохаммад Рашиді, пакистанський політик, журналіст, історик, дипломат і письменник (*1905)
16 березня — Бертіл Гарделл, шведський професор соціальної психології (*1927)
17 березня — Санто Траффіканте мол., один з найвпливовіших босів мафії в Сполучених Штатах, очолював злочинну сім'ю Траффіканте (*1914)
18 березня — Милорад Арсеньєвич, югославський футболіст і тренер (*1906)
18 березня — Карі Дізен, норвезька актриса та співачка (*1914)
19 березня — Луї де Бройль, французький фізик, один з творців сучасної квантової механіки, Нобелівська премія з фізики 1929 (*1892)
19 березня — Ліка Георгіу, румунська актриса театру та кіно, дочка румунського диктатора Георге Георгіу-Дежа (*1928)
19 березня — Найва Салем, єгипетська акторка (*1925)
21 березня — Дін Пол Мартін, американський поп-співак і актор кіно та телебачення (*1951)
21 березня — Роберт Престон, американський актор та співак (*1918)
23 березня — Лі Піньсянь, генерал армії Китайської Республіки (*1890)
24 березня — Вісенте Кальдерон, іспанський бізнесмен і спортивний діяч, президент мадридського «Атлетіко» (*1913)
24 березня — Ехсан Елахі Захір, пакистанський мусульманський учений (*1945)
25 березня — Франсуа Александр Галепідес «Вуса», французький джазовий барабанщик і актор грецького походження (*1929)
26 березня — Ойген Йохум, німецький диригент (*1902)
27 березня — Франко Ольга Федорівна (Білевич), українська кулінарка, авторка куховарських книг (*1896)
27 березня — Тоні Косвойо, індонезійський музикант (*1936)
28 березня — Марія фон Трапп, австрійська співачка, письменниця (*1905)
28 березня — Патрік Траутон, англійський актор (*1920)
28 березня — Ле Ван Кім, генерал артилерії армії Республіки В'єтнам (*1918)
28 березня — Тацуносуке Оное, японський актор кабукі (*1946)
30 березня — Шевченко Володимир Микитович, український радянський режисер-документаліст і кінооператор (*1929)
31 березня — Мунір Мазунов, татарський поет і журналіст (*1918)
31 березня — Мухаммад Тахір Пандж Пері, пакистанський ісламський релігійний лідер (*1916)
31 березня — Сяо Цілінь, гонконгзький актор (*1940)

## Квітень

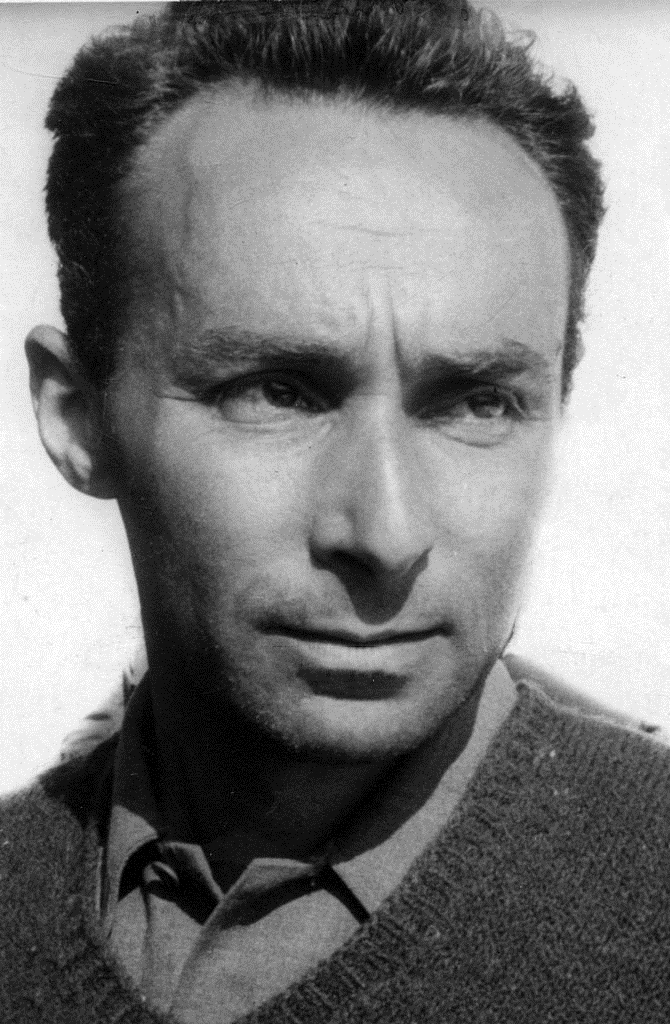
Прімо Леві
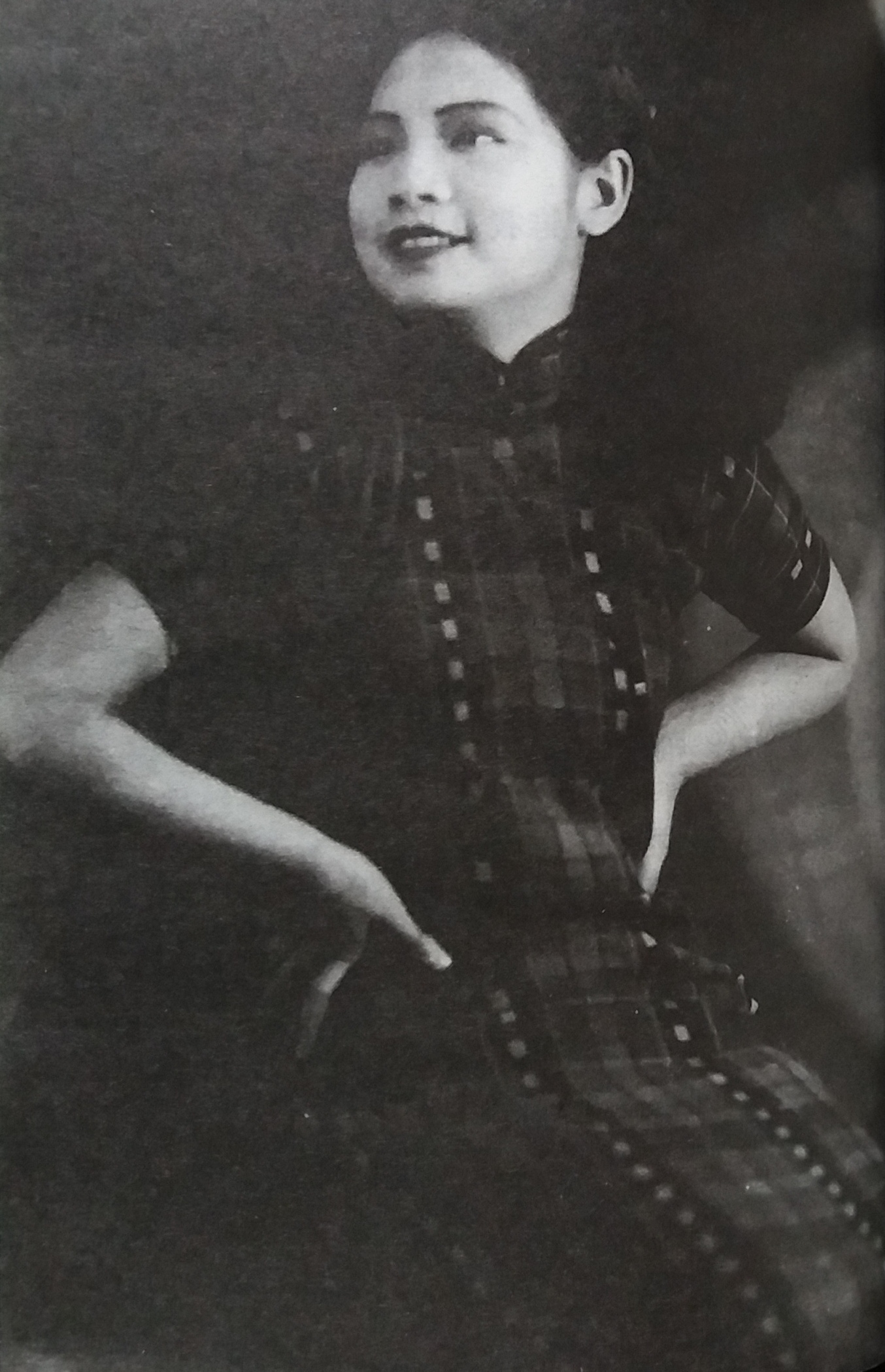
Ван Реньмей
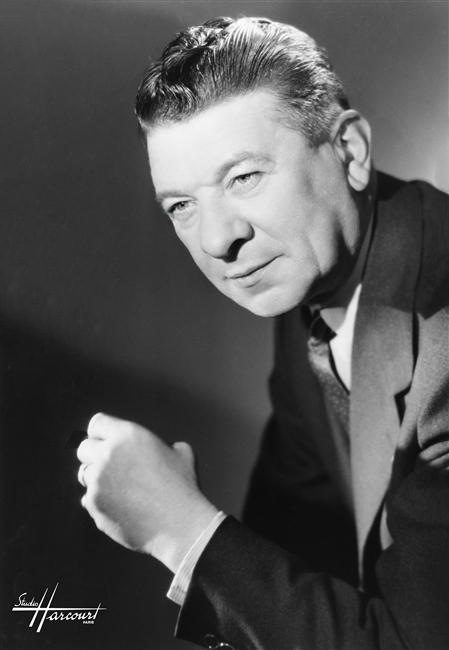
Роберт Далбан
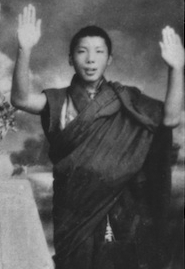
Чог'ям Трунгпа

1 квітня — Анрі Коше, французький тенісист (*1901)
1 квітня — Абдул Рахман Аль-Хамісі, єгипетський поет (*1920)
1 квітня — Ернесто Гевара Лінч, аргентинський бізнесмен і біограф, батько Ернесто Че Гевари (*1900)
1 квітня — Лі Кі-дон, південнокорейський комічний актор (*1935)
2 квітня — Бадді Річ, американський музикант, композитор, джазовий барабанщик (*1917)
3 квітня — Роберт Далбан, французький актор (*1903)
4 квітня — Агьея, індійський поет, письменник, журналіст, викладач (*1911)
4 квітня — Чог'ям Трунгпа, буддистський майстер медитації (*1939/1940)
4 квітня — Ганс Еріксон, шведський профспілковий діяч (*1928)
5 квітня — Леабуа Джонатан, прем'єр-міністр Лесото (1965—1986) (*1914)
5 квітня — Номан Ашур, єгипетський драматург (*1918)
5 квітня — Ян Ліндблад, шведський режисер фільмів про природу, імітатор птахів і жонглер (*1932)
6 квітня — Бігас Луна, іспанський кінорежисер і сценарист (*1946)
7 квітня — Нік Де Нойя, американський хореограф, режисер і сценарист (*1941)
7 квітня — Трікс Тервіндт, нідерландська борчиня опору та секретна агентка британської розвідки під час Другої світової війни (*1911)
10 квітня — Берта Древс, німецька акторка (*1901)
10 квітня — Біргіт Дрессель, німецька семиборчиня (*1960)
10 квітня — Горст Дасслер, німецький бізнесмен, син Адольфа «Аді» Дасслера, засновника Adidas (*1936)
11 квітня — Ерскін Колдвелл, американський письменник-прозаїк, совєтофіл (*1903)
11 квітня — Прімо Леві, італійський поет, прозаїк, есеїст, перекладач (*1919)
11 квітня — Хеді Вараді, угорська акторка (*1929)
12 квітня — Ван Реньмей, китайська кіноакторка та співачка (*1914)
12 квітня — Майк фон Еріх, американський професійний борець (*1964)
12 квітня — Рене Харді, французький борець опору та письменник (*1911)
13 квітня — Герберт Блумер, американський соціолог та соціальний психолог (*1900)
13 квітня — Коламгоссейн Бігджехані, іранський музикант і гравець на тарі (*1918)
14 квітня — Лань Тянь, гонконгзький актор (*1937)
15 квітня — Масатоші Накаяма, японський майстер шотокан карате (*1913)
16 квітня — Бікаш Рой, бенгальський актор (*1916)
16 квітня — Хіроко Сато, дружина прем'єр-міністра Японії Ейсаку Сато (*1907)
16 квітня — Шмулік Чизік, ізраїльський автор пісень, композитор і співак (*1945)
17 квітня — Дік Шон, американський актор (*1923)
19 квітня — Максвелл Давенпорт Тейлор, американський воєначальник, генерал Збройних сил США, Голова Об'єднаного комітету начальників штабів, начальник штабу Армії США, учасник Другої світової війни (*1901)
19 квітня — Г'ю Бранум, американський вокаліст, аранжувальник, композитор і актор (*1910)
21 квітня — Густав Бергманн, австрійсько-американський філософ (*1906)
21 квітня — Харуясу Накадзіма, японський бейсболіст (*1909)
24 квітня — Пабло Акоста Вільярреаль, мексиканський злочинець, великий наркоторговець (*1937)
27 квітня — Аттіла Гербігер, австрійський актор (*1896)
29 квітня — Філіп Ломбардо, американський бос кримінальної сім'ї Дженовезе (*1908)
30 квітня — Марк Ааронсон, американський астроном (*1950)

## Травень

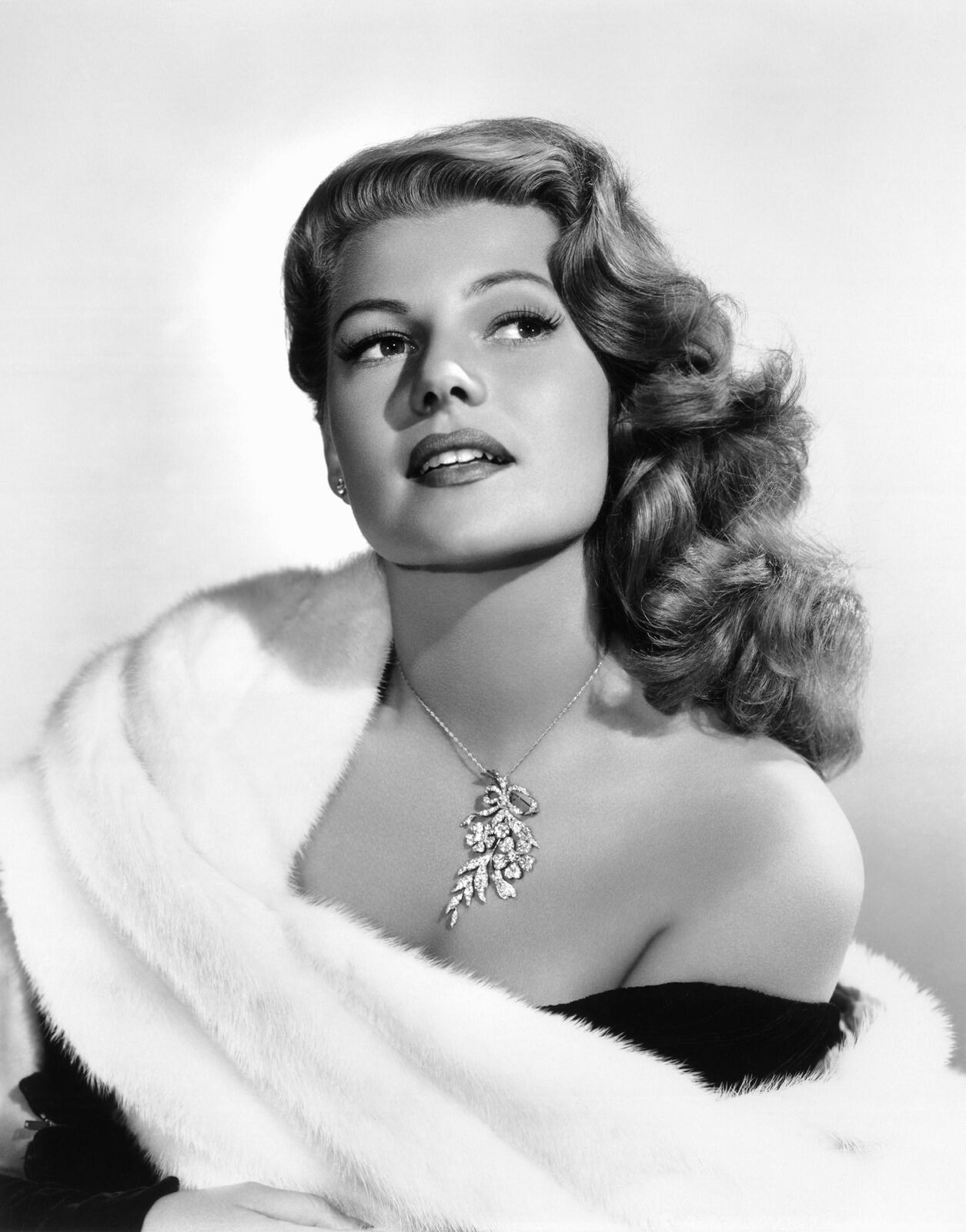
Ріта Гейворт
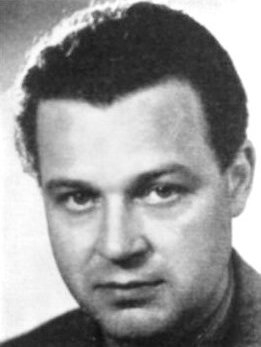
Гуннар Мюрдаль
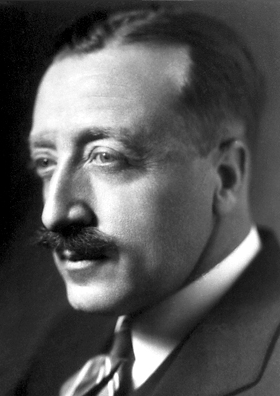
Джон Говард Нортроп
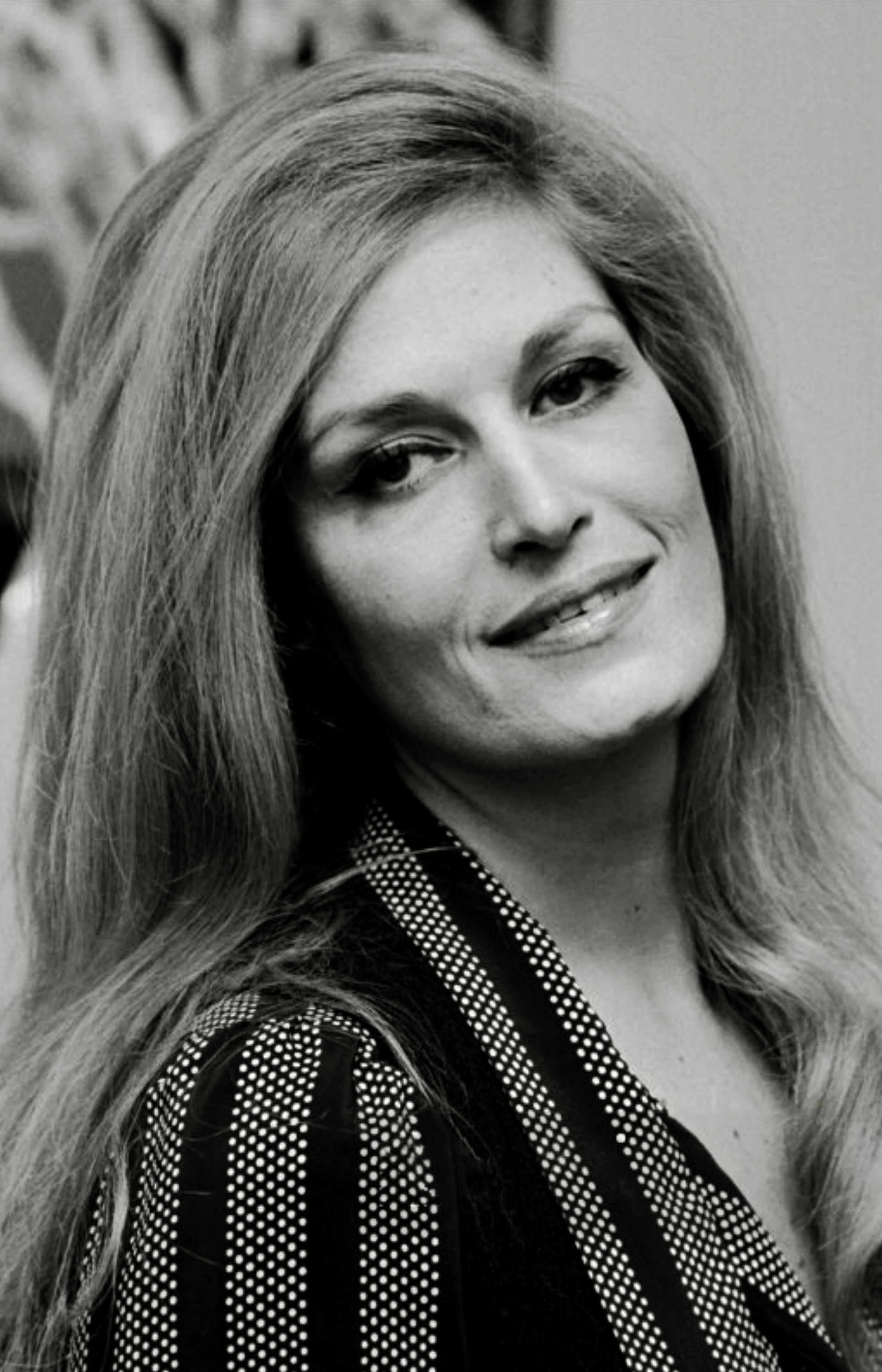
Даліда
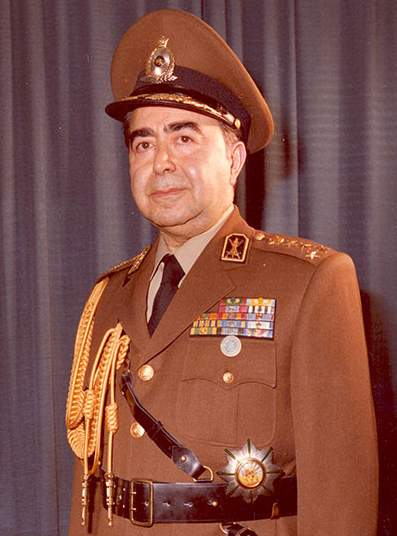
Хоссейн Фардуст

1 травня — Пол Гейдель, ув'язнений, який найдовше пробув у в'язниці в Сполучених Штатах (*1894)
3 травня — Даліда, італо-французька співачка, акторка, танцюристка і модель (*1933)
4 травня — Пол Баттерфілд, американський блюзмен, виконавець на губній гармоніці та співак (*1942)
4 травня — Кетрін Деймон, американська акторка (*1930)
5 травня — Теноріо Кавальканті, бразильський юрист і політик (*1906)
6 травня — Вільям Кейсі, американський політик і юрист, директор Центральної розвідки (*1913)
6 травня — Бай Янь, кантонська кіноакторка (*1920)
7 травня — Колін Блейклі, північноірландський актор (*1930)
7 травня — Мухаммадулла Хафеззі, бангладешський ісламський учений і суфійський політик (*1895)
8 травня — Альберта Ґей, мати музиканта Марвіна Ґея
9 травня — Обафемі Аволово, нігерійський політичний діяч, один з лідерів руху за незалежність Нігерії, з племені йоруба (*1909)
9 травня — Жиґмунт Павлачик, польський військовий та цивільний пілот (*1928)
10 травня — Джухартоно, індонезійський військовий діяч (*1925)
10 травня — Садамічі Хірасава, японський художник темперою (*1892)
11 травня — Джеймс Джезус Енглтон, американський агент розвідки, начальник відділу контррозвідки Центрального розвідувального управління (*1917)
11 травня — Сонг Цзілян, промисловець і банкір Китайської Республіки (*1899/1901)
13 травня — Ісмаель Рівера, пуерториканський співак у жанрі сальса (*1931)
14 травня — Зарубіна Єлизавета Юліївна, радянська розвідниця (*1900)
14 травня — Ріта Гейворт, американська акторка, танцюристка, модель та режисерка, секс-символ 1940-х (*1918)
14 травня — Цай Ченьчжоу, тайванський підприємець і політик (*1946)
15 травня — Баррі Маннакі, охоронець принцеси Вельської Діани (*1947)
17 травня — Гуннар Мюрдаль, шведський економіст, лауреат Нобелівської премії з економіки 1974 (*1898)
18 травня — Махді Амель, ліванський марксистський філософ, професор, комуністичний політичний діяч (*1936)
18 травня — Хоссейн Фардуст, іранський військовий офіцер, заступник голови САВАК, розвідувального агентства за часів Пахлаві (*1917)
19 травня — Еліс Бредлі Шелдон («Джеймс Тіптрі-молодший»), американська письменниця у жанрі феміністичної наукової фантастики та психолог (*1915)
19 травня — Станіслав Шукальський, польський скульптор і художник, лідер групи Плем'я Рогате серце (*1893)
19 травня — Мирослав Берка, чеський рок-клавішник (*1944)
19 травня — Сіддік Ахмад, бангладешський ісламський учений, політик, академік, письменник, дослідник, оратор і соціальний реформатор (*1903)
20 травня — Ма Сіконг, китайський композитор, скрипаль і музичний педагог (*1912)
21 травня — Алехандро Рей, аргентинсько-американський актор і телережисер (*1930)
21 травня — Мохіні Чоудхурі, бенгальський поет, лірик і кінорежисер (*1920)
23 травня — Мішель Корду, французька акторка (*1920)
24 травня — Герміона Ґінгольд, англійська акторка, співачка та сценаристка (*1897)
24 травня — Ольга Коссеттіні, аргентинська педагог (*1898)
25 травня — Павел Тухлін, польський серійний вбивця (*1946)
25 травня — Сільві Пало, фінська акторка (*1911)
26 травня — Артур М. Саклер, американський психіатр, маркетолог фармацевтичних препаратів, колекціонер мистецтва (*1913)
27 травня — Джон Говард Нортроп, американський біохімік, Нобелівська премія з хімії 1946 (*1891)
27 травня — Рафаїл Калчкін, ізраїльський актор театру та кіно, автор пісень (*1907)
27 травня — Фатеме Пахлаві, десята дитина шахиншаха Ірану Рези Шаха Пахлаві та зведена сестра Мохаммеда Рези Пахлаві; член династії Пахлаві (*1928)
27 травня — Чой Чі Хван, південнокорейський бюрократ, політик і журналіст (*1922)
28 травня — Чень Чженсін, тайванський майстер бойових мистецтв і каскадер (*1937)
29 травня — Чоудхарі Чаран Сінґх, прем'єр-міністр Індії (1979—1980) (*1902)
29 травня — Тахер Замахшарі, саудівський поет і письменник (*1914)
30 травня — Дуаньму Кай, політик Республіки Китай (*1903)
30 травня — Соевото Сукендар, індонезійський борець за свободу та військовий діяч (*1927)
31 травня — Альфонзо, угорський митець, актор і гуморист (*1912)

## Червень

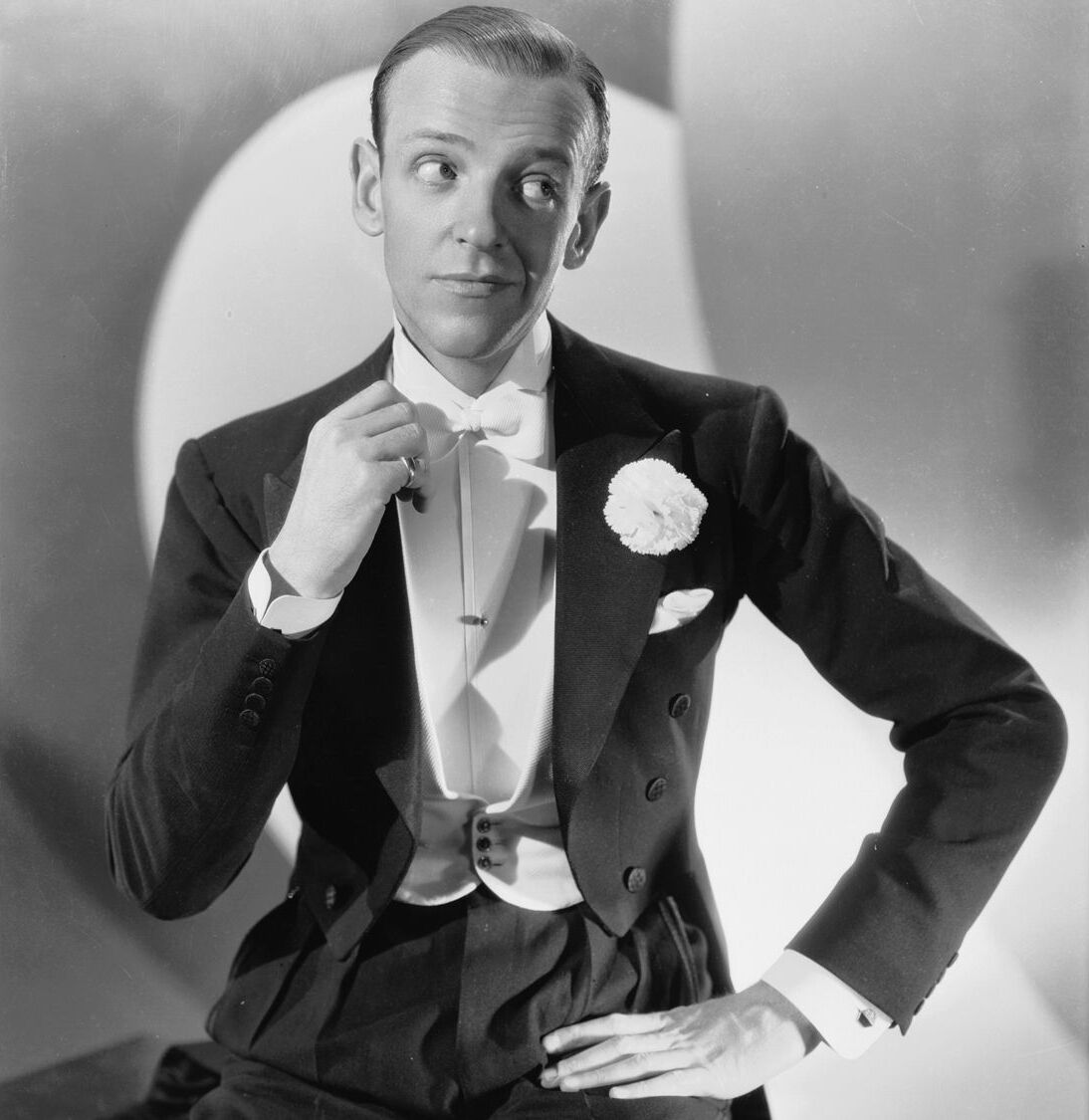
Фред Астер
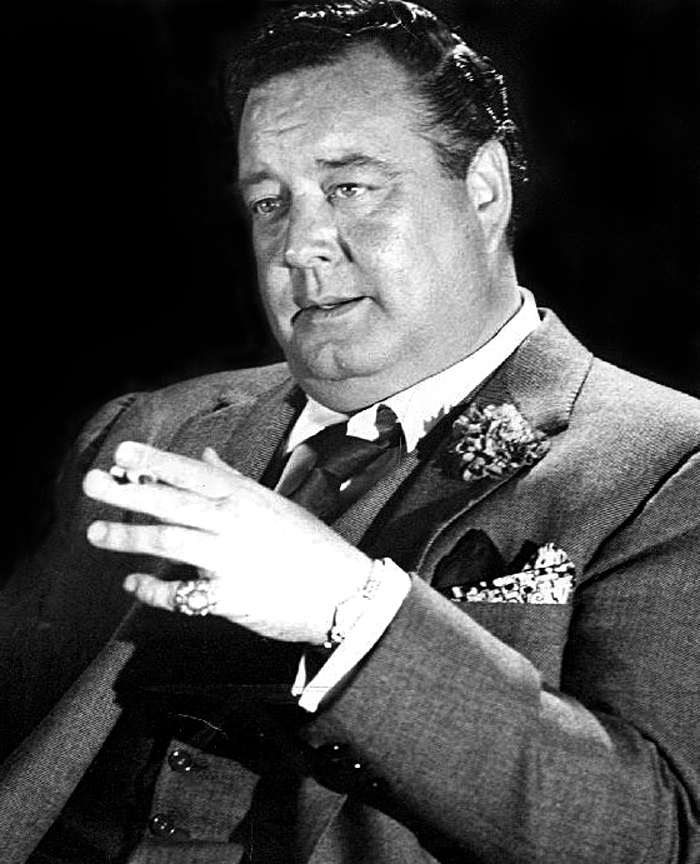
Джекі Глісон
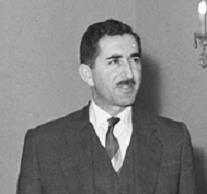
Рашид Караме
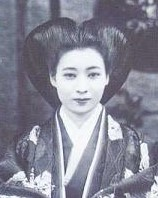
Хіро Сага

1 червня — Аббас Хваджа Ахмед, індійський письменник, сценарист, кінорежисер і громадський діяч (*1914)
1 червня — Рашид Караме, прем'єр-міністр Лівану протягом вісьмох термінів у 1950-х — 80-х (*1921)
1 червня — Джеф Кассієрс, фламандський актор, комік і кінорежисер (*1929)
2 червня — Андрес Сеговія, іспанський класичний гітарист-віртуоз (*1893)
2 червня — Ентоні де Мелло, індійський священик-єзуїт і психотерапевт, а також духовний вчитель, письменник і оратор (*1931)
2 червня — Франсуа Перру, французький економіст (*1903)
3 червня — Вілл Семпсон, художник, актор і виконавець родео індіанського походження (*1933)
6 червня — Едуард Петішка, чехословацький поет, прозаїк і перекладач (*1924)
6 червня — Клебанов Дмитро Львович, український радянський композитор, диригент і музичний педагог (*1907)
6 червня — Марі Морі, японська письменниця (*1903)
6 червня — Фултон Маккей, шотландський актор і драматург (*1922)
7 червня — Абдул Халім, прем'єр-міністр Індонезії в 1950 році, національний герой Індонезії (*1911)
7 червня — Джахіт Заріфоглу, турецький поет і письменник (*1940)
7 червня — У Чанчжен, тайванський бейсбольний гравець японської колоніальної доби (*1916)
7 червня — Хамді Фарід, єгипетський актор і режисер (*1936)
8 червня — Присяжнюк Настя Андріанівна, українська фольклористка, педагог, краєзнавиця, революціонерка (*1894)
9 червня — Густаф Хокансон, шведський велогонщик і довгожитель (*1885)
10 червня — Скоробогатов Микола Аркадійович, радянський актор (*1923)
10 червня — Ален Монпеті, квебекський радіо- та телеведучий і актор (*1950)
10 червня — Дауд Беуреу'е, індонезійський політик (*1896)
10 червня — Дживан, індійський актор (*1915)
10 червня — Елізабет Гартман, американська акторка (*1943)
11 червня — Альваро Вієйра Пінту, бразильський інтелектуал, філософ і перекладач (*1909)
12 червня — Пауль Янес, німецький футболіст, тренер (*1912)
12 червня — Амія Чакраборті, бенгальський літературний та освітній діяч (*1901)
12 червня — Тувія Бєльський, єврейський партизан польського походження, який у складі своєї групи рятував євреїв від знищення та боровся з німецькими окупантами (*1906)
12 червня — Юзеф Туск, польський залізничний службовець і скрипковий майстер; дід політика Дональда Туска (*1907)
13 червня — Джеральдін Пейдж, американська акторка (*1924)
13 червня — Джеміль Меріч, турецький письменник, перекладач, мислитель і соціолог (*1916)
14 червня — Бурхануддін Харахап, прем'єр-міністр Індонезії (1955—1956) (*1917)
14 червня — Станіслав Барея, польський кінорежисер, кіносценарист і актор (*1929)
14 червня — Ву Нгок Фан, в'єтнамський письменник і дослідник сучасної літератури та в'єтнамського фольклору (*1902)
15 червня — Лю Міньї, гонконгзька телеактриса (*1956)
16 червня — Кодзі Цурута, японський актор і співак (*1924)
17 червня — Харуяма Ясуо, японський футболіст (*1906)
20 червня — Харитонов Леонід Володимирович, радянський актор театру і кіно (*1930)
20 червня — Хіро Сага, китайська письменниця, дальня родичка японського імператора Хірохіто (*1914)
20 червня — Салім Алі, індійський орнітолог і натураліст (*1896)
21 червня — Герардус Мойман, нідерландський доброволець військ СС, унтерштурмфюрер СС (*1923)
22 червня — Фред Астер, американський танцюрист, хореограф, кіноактор і співак австро-єврейсько-німецького походження (*1899)
22 червня — Мао Банчу, військовий і політичний діяч Республіки Китай (*1904)
22 червня — Ніколас Алкемейд, британський пілот Королівських ВПС під час Другої світової війни (*1922)
22 червня — Такі ад-Дін аль-Хілалі, мароккансько-іракський салафітський учений, лінгвіст, поет і мандрівник (*1893)
22 червня — Юн Іль Сон, корейський лікар, професор університету та громадський активіст японського колоніального періоду та Південної Кореї (*1896)
23 червня — Мухаммад Субух Сумохадівіджоджо, індонезійський релігійний діяч (*1901)
24 червня — Джекі Глісон, американський комедійний актор, композитор та диригент (*1916)
26 червня — Артур Бернс, американський економіст українського єврейського походження (*1904)
26 червня — Генк Бадінгс, нідерландський композитор (*1907)
27 червня — Алтея Флінт, американською видавниця порнографічного журналу Hustler і четверта дружина видавця Ларрі Флінта (*1953)
29 червня — Елізабет Коттен, американська блюз та фолк-музикантка, вокалістка і авторка пісень (*1893)
29 червня — Суклєтін Олексій Васильович, радянський серійний убивця, канібал і ґвалтівник (*1943)
29 червня — Шмуель Тамір, ізраїльський політик (*1923)
30 червня — Федеріко Момпу, іспанський композитор і піаніст (*1893)

## Липень

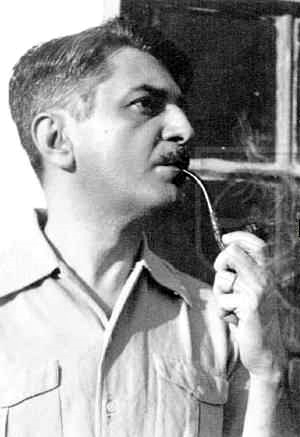
Жільберто Фрейре
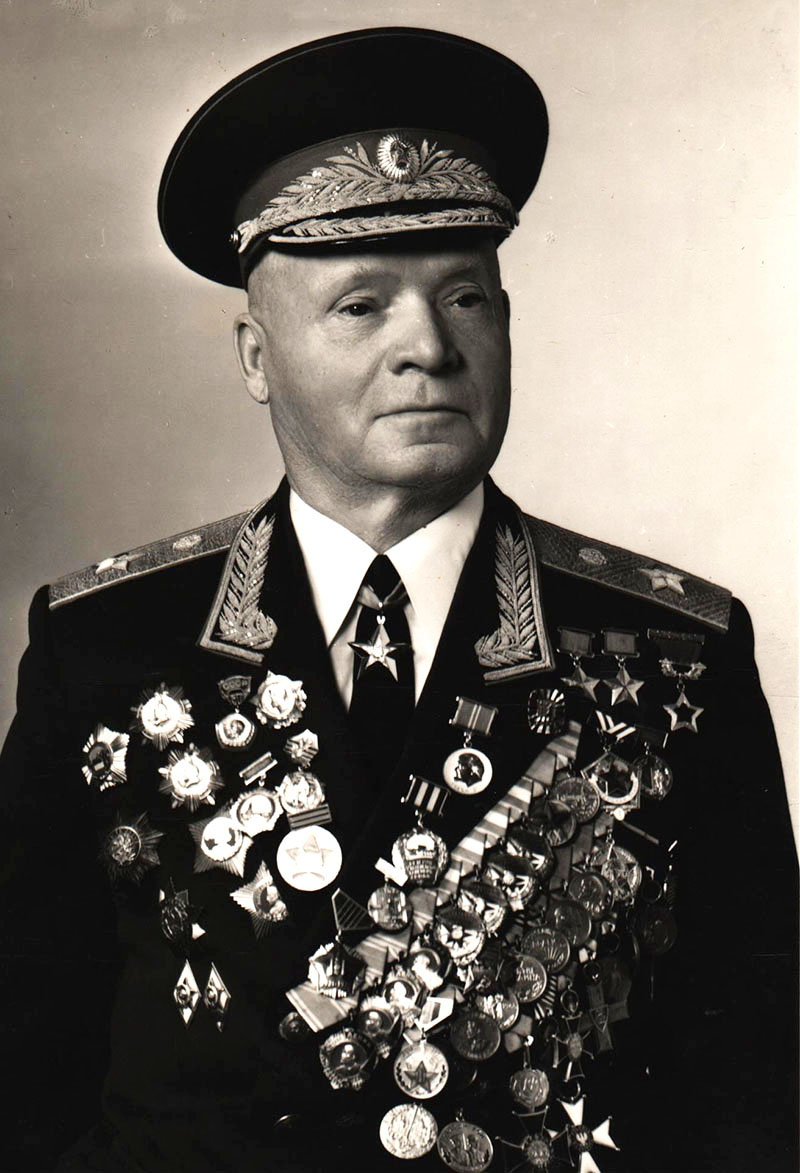
Дмитро Лелюшенко

2 липня — Вацлав Черни, чеський літературознавець, письменник, перекладач і філософ (*1905)
4 липня — Бенгт Стремгрен, данський астроном (*1908)
5 липня — Ідріс Кючукьомер, турецький економіст і мислитель (*1925)
5 липня — Лі Хань Йоль, корейський громадський діяч (*1966)
6 липня — Люсетт Сауке, французька акторка (*1926)
7 липня — Ганнелоре Шрот, німецька акторка (*1922)
8 липня — Херардо Дієго, іспанський поет (*1896)
9 липня — Л. Пантелєєв, російський письменник (*1908)
9 липня — Самчук Улас Олексійович, український письменник, журналіст і публіцист (*1905)
11 липня — Аві Ран, ізраїльський футболіст (*1963)
12 липня — Мухаммед Ханіф Надві, пакистанський ісламський учений, дослідник, коментатор Корану, філософ і перекладач (*1908)
12 липня — Ріад Галі, чоловік Фатії, молодшої дочки короля Єгипту Фуада I і Назлі Сабрі (*1919)
14 липня — Вільям Стюарт-Г'юстон, британсько-американський підприємець, зведений племінник Адольфа Гітлера (*1911)
14 липня — Моше Іш Касіт, ізраїльський представник богеми, ресторатор та кіноактор (*1947)
16 липня — Альфі Басс, англійський актор (*1916)
16 липня — Тоні Тані, японський актор і комік (*1917)
17 липня — Йорг Фаузер, німецький письменник і журналіст (*1944)
17 липня — Крістіан Палусалу, естонський борець греко-римського та вільного стилів (*1908)
17 липня — Єжи Добровольський, польський сатирик, драматург, актор і режисер (*1930)
17 липня — Юдзіро Ісіхара, японський актор і співак (*1934)
18 липня — Жільберто Фрейре, бразильський ерудит (*1900)
19 липня — Клементина де Хесус, бразильська співачка (*1901)
20 липня — Лелюшенко Дмитро Данилович, радянський військовий діяч українського походження; генерал армії, двічі Герой Радянського Союзу; депутат (*1901)
20 липня — Річард Еган, американський актор (*1921)
20 липня — Ітіро Арісіма, японський актор (*1916)
20 липня — Сейфеттін Шуку, турецький співак арабського походження (*1942)
21 липня — Карвальо Пінто, бразильський політик (*1910)
22 липня — Фахреттін Керім Гьокай, турецький бюрократ і політик (*1900)
25 липня — Чарлз Старк Дрейпер, американський науковець та інженер, якого називають «батьком інерціальної навігації» (*1901)
26 липня — Тауфік аль-Хакім, єгипетський драматург і письменник (*1898)
27 липня — Іон Іоніце, румунський політик і генерал (*1924)
28 липня — Нгуєн Туан, в'єтнамський письменник (*1910)
30 липня — Вібгутібхушан Мухопадхяй, індійський письменник бенгальської літератури (*1894)
30 липня — Мануель Лекуона, баскський письменник, католицький священик (*1894)

## Серпень

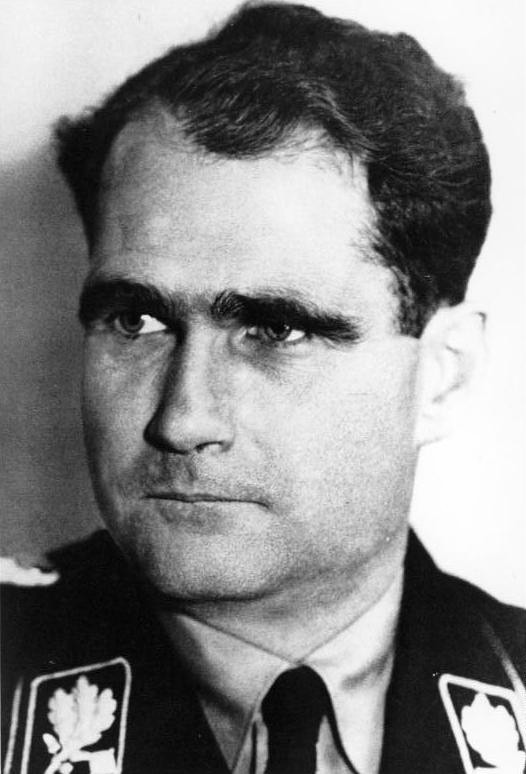
Рудольф Гесс
Джон Г'юстон
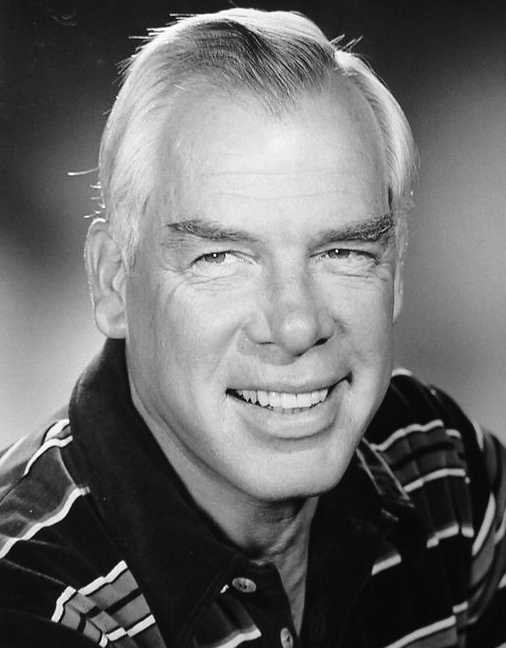
Лі Марвін
Іван Миколайчук
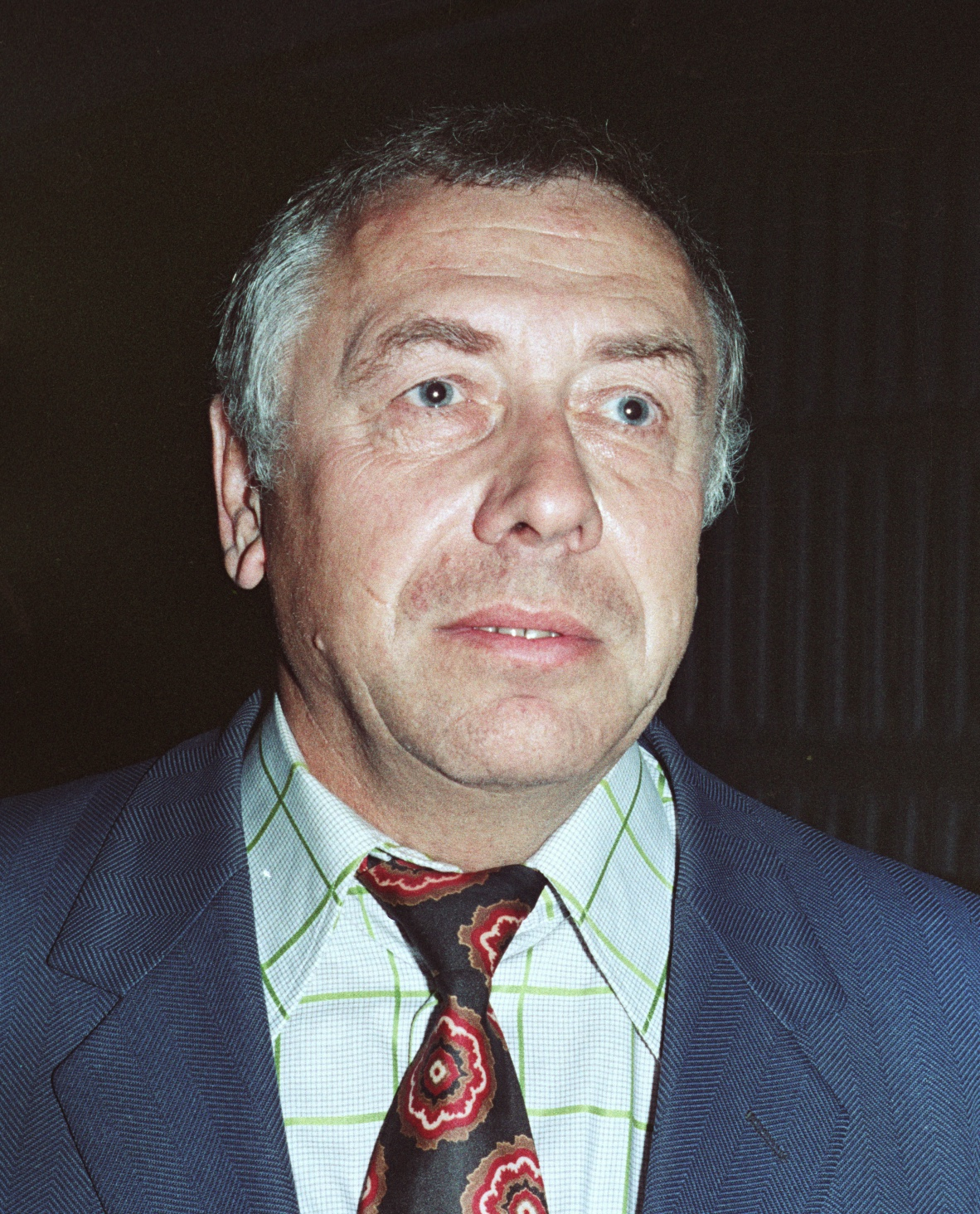
Анатолій Папанов
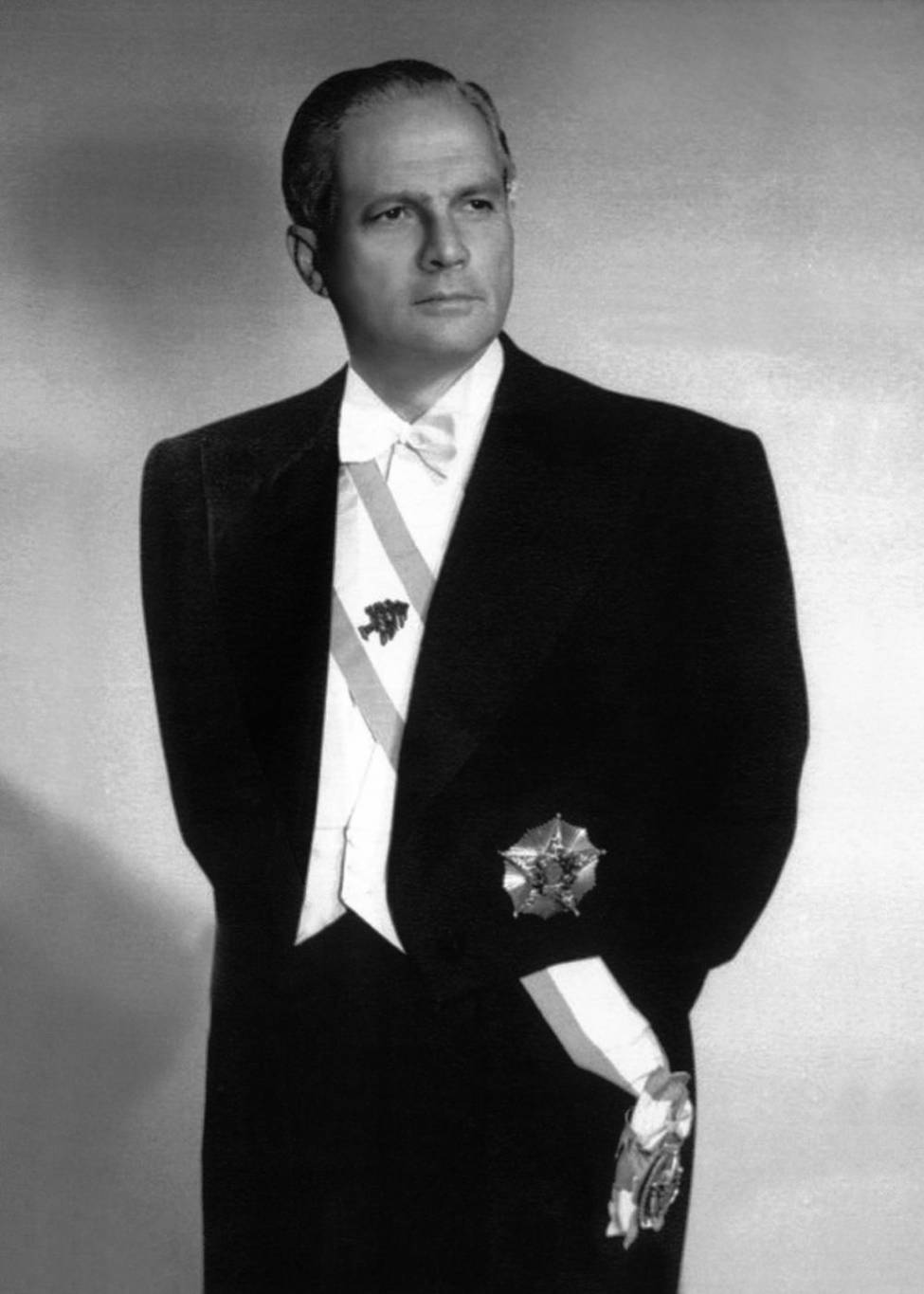
Каміль Шамун
Андрій Миронов
Карлос Друммонд де Андраде

1 серпня — Пола Неґрі, польська акторка, співачка та письменниця (*1897)
2 серпня — Абу Саєд Чоудхурі, президент Бангладеш у 1972—1973 рр. (*1921)
3 серпня — Миколайчук Іван Васильович, український кіноактор, сценарист, режисер, письменник (*1941)
3 серпня — Едвард Коварт, американський суддя (*1925)
3 серпня — Сванідзе Іван Олександрович, радянський африканіст, третій чоловік дочки Сталіна Світлани Аллілуєвої (*1927)
4 серпня — Дік Фарні, бразильський співак, піаніст і композитор (*1921)
5 серпня — Аїда Хілал, єгипетська акторка (*1925)
5 серпня — Папанов Анатолій Дмитрович, радянський актор театру і кіно, актор дубляжу, театральний педагог, учасник радянсько-німецької війни (*1922)
5 серпня — Лю Реньцзін, один із перших лідерів Комуністичної партії Китаю, троцькіст (*1902)
5 серпня — Марія Джульєта Драммонд де Андраде, бразильська письменниця (*1928)
5 серпня — Тацухіко Сібусава, японський прозаїк, перекладач, літературознавець, критик (*1928)
6 серпня — Аббас Бабаї, іранський військовий пілот (*1950)
6 серпня — Лена Кюхлер-Зільберман, ізраїльська педагог, психолог і письменниця польського походження (*1910)
7 серпня — Каміль Шамун, президент Лівану (1952—1958), лідер ліванських християн за часів громадянської війни 1975—1990 рр. (*1900)
7 серпня — Кісі Нобусуке, прем'єр-міністр Японії з 1957 по 1960 р. (*1896)
7 серпня — Ліванова Тетяна Андріївна, радянська актриса (*1953)
7 серпня — Яап ван Прааг, голландський спортивний директор (*1910)
8 серпня — Нірмал Махато, індійський політик (*1950)
8 серпня — Ці Шіїн, політик Республіки Китай (*1899)
10 серпня — Подшивалов Анатолій Миколайович, радянський актор театру і кіно (*1945)
10 серпня — Кейсі Донован, американський актор порнографічного кіно (*1943)
14 серпня — Едгар Розенберг, британський кіно- та телепродюсер німецького походження, що мешкав у США (*1925)
14 серпня — Йона Богла, ефіопсько-єврейський ізраїльський педагог і громадський діяч (*1908)
16 серпня — Миронов Андрій Олександрович, радянський актор театру, кіно і естради (*1941)
17 серпня — Кларенс Браун, американський кінорежисер і продюсер (*1890)
17 серпня — Рудольф Гесс, державний і політичний діяч нацистської Німеччини, один із керівників Третього Рейху (*1894)
17 серпня — Карлос Друммонд де Андраде, бразильський поет і письменник (*1902)
17 серпня — Тжилік Рівут, індонезійський політик, національний герой Індонезії (*1918)
17 серпня — Шейке Офір, ізраїльський актор кіно та театру, комік, стендап-артист, драматург, сценарист, режисер, співак і художник пантоміми (*1928)
17 серпня — Шин Онодера, офіцер японської армії та перекладач (*1897)
18 серпня — Сітіро Фуказава, японський письменник і гітарист (*1914)
19 серпня — Гейден Рорк, американський актор (*1910)
19 серпня — Лакшмінараян Мішра, індійський письменник-драматург на хінді (*1903)
21 серпня — Бомболо, італійський актор, комік і артист кабаре (*1931)
22 серпня — Арне Брустад, норвезький футболіст (*1912)
22 серпня — Чекмарьов Віктор Костянтинович, радянський російський актор (*1911)
23 серпня — Дідьє Піроні, французький автогонщик «24 годин Ле-Мана» та Формули-1 (*1952)
23 серпня — Томас Д'Алесандро-молодший, американський державний і політичний діяч (*1903)
23 серпня — Бернар Жиру, французький спортивний журналіст і ралійний штурман (*1950)
23 серпня — Самар Сен, бенгаломовний індійський поет і журналіст (*1916)
24 серпня — Баярд Растін, американський політичний активіст, лідер громадських рухів за громадянські права, соціалізм, ненасильство та права геїв (*1912)
25 серпня — Ектор Абад Гомес, колумбійський лікар, есеїст, професор, оглядач, журналіст, політик і правозахисник (*1921)
25 серпня — Фернандо Рамос да Сілва, бразильський актор (*1967)
26 серпня — Георг Віттіг, німецький хімік-органік, лауреат Нобелівської премії з хімії 1979 (*1897)
27 серпня — Скотт Ла Рок, американський хіп-хоп діджей і музичний продюсер (*1962)
27 серпня — Тевхіт Білге, турецький актор (*1919)
28 серпня — Джон Г'юстон, американський кінорежисер (*1906)
28 серпня — Хоанг Ко Мін, адмірал військово-морського флоту армії Республіки В'єтнам, політичний активіст (*1935)
29 серпня — Лі Марвін, американський актор (*1924)
29 серпня — Абдулла Насіх Алван, сирійський учений, проповідник і педагог (*1928)
29 серпня — Генрик Бонк, польський актор (*1923)
29 серпня — Наджі аль-Алі, палестинський політичний карикатурист (*бл. 1938)
30 серпня — Ю Джін О, південнокорейський професор університету і політик (*1906)
31 серпня — Лі Пон Джо, південнокорейський джазовий саксофоніст, автор пісень і композитор (*1931)

## Вересень

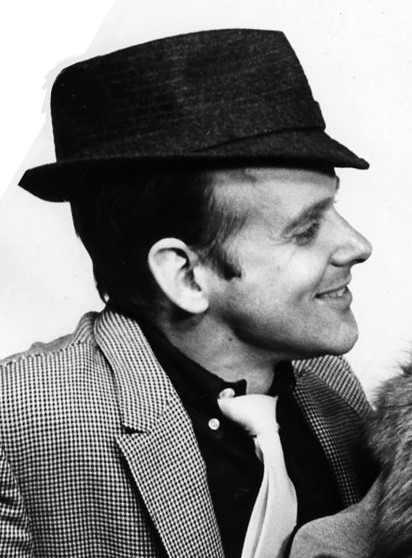
Боб Фосс
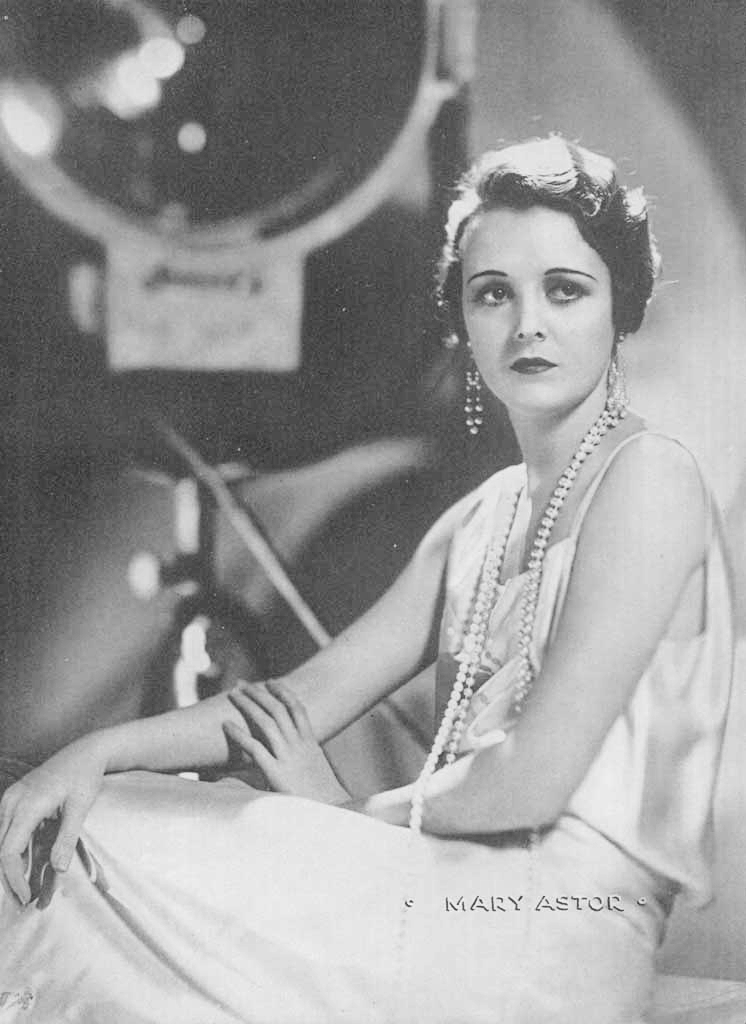
Мері Астор
Михайло Водяной
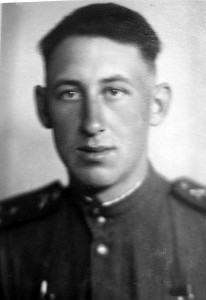
Володимир Басов
Муса Гареєв
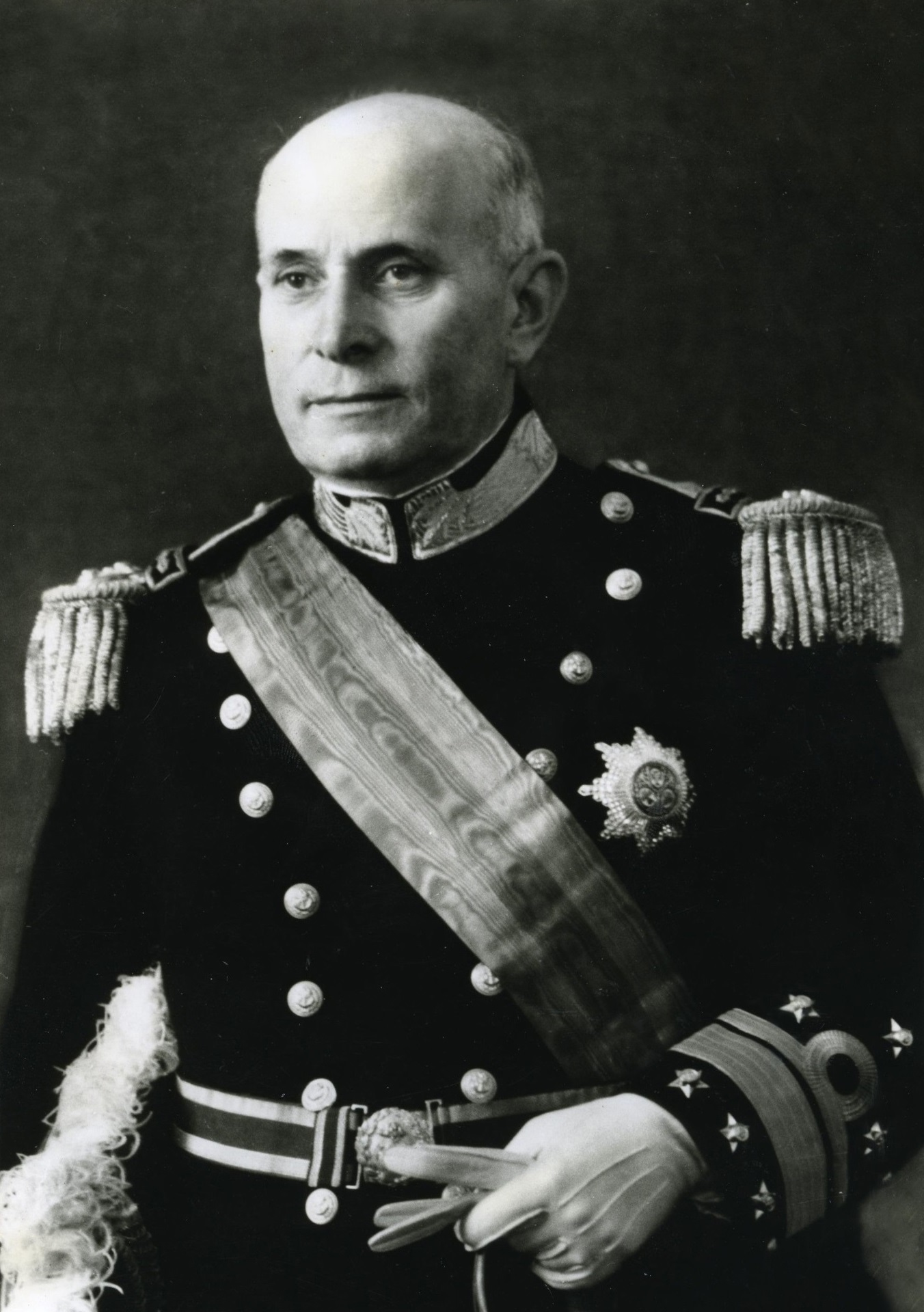
Амеріку Томаш
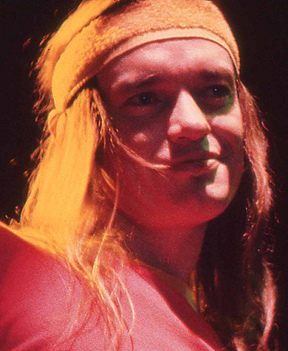
Джако Пасторіус
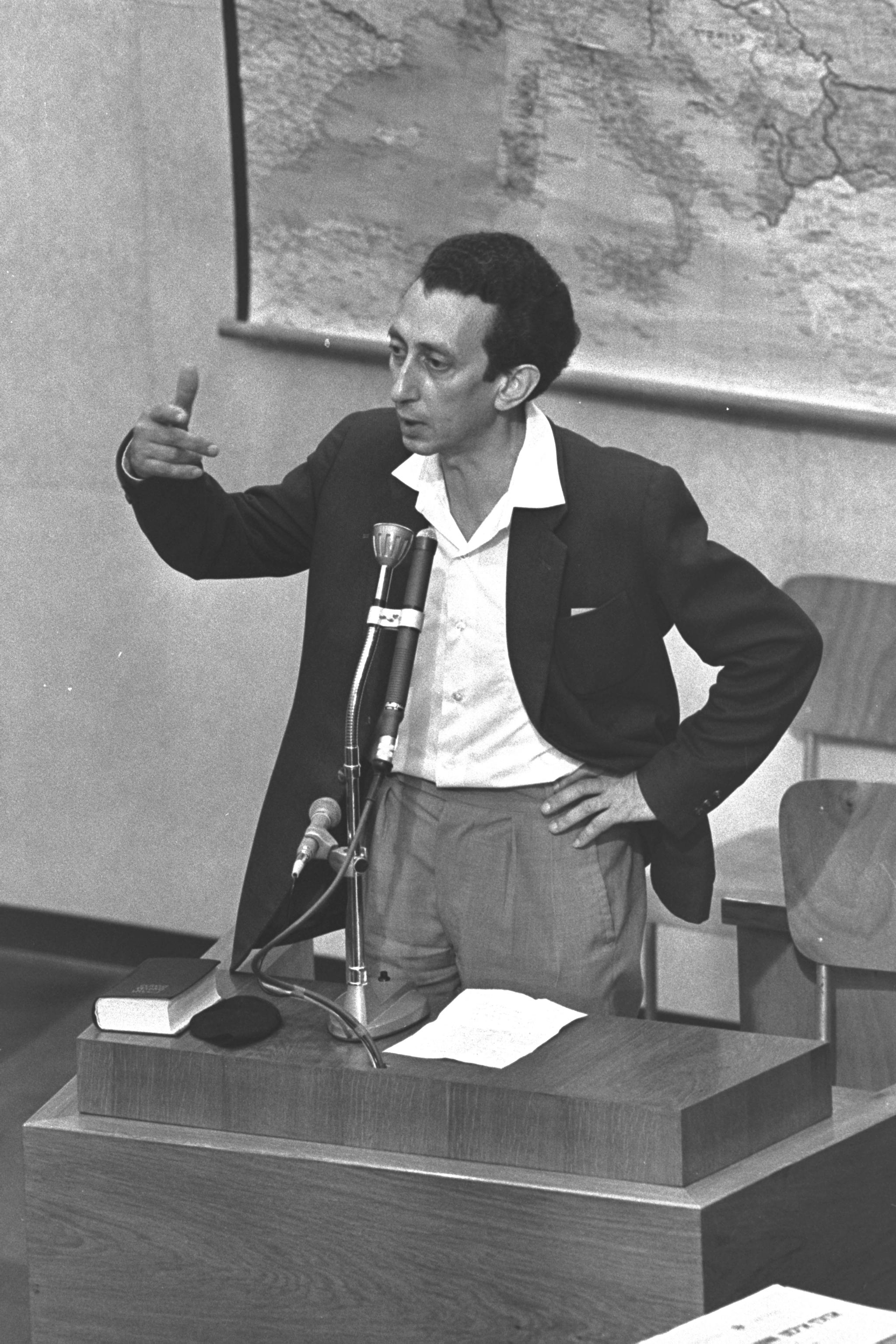
Абба Ковнер

2 вересня — Альфредо Сен-Жан, аргентинський військовик, президент Аргентини у 1982 році (*1926)
2 вересня — Ремзі Йонтюрк, турецький режисер, сценарист і актор (*1936)
3 вересня — Мортон Фелдман, американський композитор (*1926)
3 вересня — Некрасов Віктор Платонович, радянський письменник і дисидент (*1911)
3 вересня — Азіз Кельменді, солдат Югославської народної армії, косовський албанець, який вчинив різанину в Парачіні (*1967)
3 вересня — Мангкунегара VIII, індонезійський політик, герцог Мангкунегаран (*1920)
4 вересня — Ернст Утрехт, індо-голландський політик, вчений і юрист (*1922)
4 вересня — Річард Маркванд, валлійський кіно- та телевізійний режисер, який працював у США і Великій Британії (*1937)
4 вересня — Цутому Сасакі, японський пародист (*1947)
5 вересня — Квінн Мартін, американський телепродюсер (*1922)
7 вересня — Гордон Голлоб, німецький військовий льотчик-ас австрійського походження за часів Третього Рейху (*1912)
7 вересня — Джерандінг Абдуррахман, індонезійський журналіст і активіст (*1904)
7 вересня — Ян Урбан, польський журналіст і соціалістичний діяч (*1895)
8 вересня — Маркос Фрейре, бразильський юрист, професор і політик (*1931)
9 вересня — Герріт Ян Хейн, нідерландський бізнесмен (*1931)
11 вересня — Водяной Михайло Григорович, український артист оперети, конферансьє, театральний режисер, актор кіно (*1924)
11 вересня — Магадеві Варма, індійська письменниця та поетеса (*1907)
11 вересня — Пітер Тош, ямайський регі-співак і музикант (*1944)
11 вересня — Керстін Бернадотт, шведська журналістка та письменниця, люксембурзька графиня (*1910)
11 вересня — Лорн Грін, канадський актор, музикант, співак і радіоведучий (*1915)
11 вересня — Нарешчандра Сінгх, індійський політик (*1908)
12 вересня — Лоутон Коллінз, американський воєначальник, генерал армії США, начальник штабу Армії США, учасник Другої світової війни (*1896)
12 вересня — Джон Квален, американський актор норвезького походження (*1899)
13 вересня — Мервін Лерой, американський кінорежисер, кінопродюсер, актор (*1900)
14 вересня — Воллі Сутіна, індонезійська акторка (*1915)
15 вересня — Леон Гіршман, бразильський кінорежисер (*1937)
16 вересня — Абул Фазл Сіддікі, пакистанський письменник-фантаст, перекладач урду (*1908)
16 вересня — Крістофер Сомс, британський політик-консерватор, єврокомісар і останній губернатор Південної Родезії (*1920)
17 вересня — Басов Володимир Павлович, радянський та російський актор, кінорежисер та сценарист, учасник Німецько-радянської війни (*1923)
17 вересня — Гареєв Муса Гайсинович, радянський військовий льотчик-штурмовик, учасник Другої світової війни, двічі Герой Радянського Союзу (*1922)
17 вересня — Кривинюк Василь Михайлович, молодший син Ольги Косач-Кривинюк та Михайла Кривинюка, небіж Лесі Українки, онук Олени Пчілки (*1920)
17 вересня — Дітер Шидор, німецький актор (*1948)
18 вересня — Амеріку Томаш, президент Португалії з 1958 по 1974 р. (*1894)
18 вересня — Голбері ду Коуту і Сілва, бразильський генерал і геополітик (*1911)
19 вересня — Ейнар Ґергардсен, прем'єр-міністр Норвегії з 1945 по 1951, з 1955 по 1963 і з 1963 по 1965 р. (*1897)
19 вересня — Ахмад Садалі, індонезійський художник (*1924)
19 вересня — Віктор Садецький, польський актор, режисер (*1923)
19 вересня — Мухаммед Мансур Уддін, бангладешський народний музикант, фольклорист (*1904)
21 вересня — Джако Пасторіус, американський ф'южн- і джаз-роковий бас-гітарист, композитор (*1951)
22 вересня — Генрі Герберт, 6-й граф Карнарвон, британський пер (*1898)
22 вересня — Ден Ровен, американський актор і комік (*1922)
23 вересня — Боб Фосс, американський кінорежисер, хореограф, сценарист та актор (*1927)
23 вересня — Ерланд Ван Лідт Де Жеуд, американський актор голландського походження, оперний співак і борець-любитель (*1953)
23 вересня — Шандор Бенчік, угорський гітарист і композитор (*1952)
24 вересня — Дрю Бундіні Браун, американський помічник тренера та кутовий боксера Мухаммеда Алі (*1928)
24 вересня — Йосеф Табенкін, один із командувачів Пальмаха у Війні за незалежність Ізраїлю (*1921)
25 вересня — Абба Ковнер, ізраїльський поет та прозаїк, підпільник Вільнюського гето (*1918)
25 вересня — Мері Астор, американська акторка та письменниця (*1906)
25 вересня — Вікторія Кент, іспанська юристка і республіканська політикиня (*1898)
25 вересня — Хасан Аль-Хасані, алжирський актор (*1916)
26 вересня — Етель Кетервуд, канадська легкоатлетка, що спеціалізувалась на стрибках у висоту (*1908)
26 вересня — Ко Прінс, нідерландський футболіст (*1938)
26 вересня — Раманг, індонезійський футболіст (*1924)
26 вересня — Джавад Алі, іракський історик та науковець (*1907)
27 вересня — Едді де Вінд, нідерландський лікар, психіатр і психоаналітик єврейського походження, що пережив Голокост у концтаборі Аушвіц (*1916)
28 вересня — Мехді Хашемі, іранський шиїтський священнослужитель, який після революції 1979 року став старшим чиновником Вартових Ісламської революції (*1944)
28 вересня — Роман Брандштеттер, польський письменник, поет, драматург і перекладач (*1906)
29 вересня — Генрі Форд II, американський бізнесмен, онук Генрі Форда, керівник Ford Motor Company (*1917)
29 вересня — Елізабет Іден, американська жінка-трансгендер (*1946)
29 вересня — Маріо Престіфіліппо, член італійської мафії Коза Ностра (*1958)
30 вересня — Альфред Бестер, американський письменник-фантаст, журналіст, редактор, теле- і радіосценарист, автор коміксів (*1913)
30 вересня — Герберт Собель, американський солдат, учасник Другої світової війни (*1912)

## Жовтень

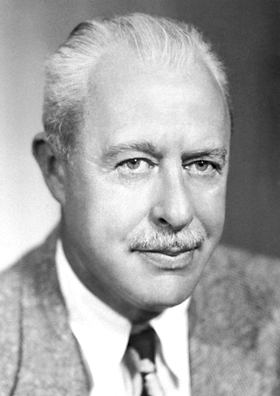
Волтер Браттейн
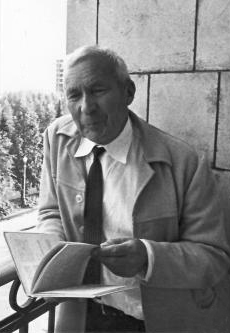
Андрій Колмогоров
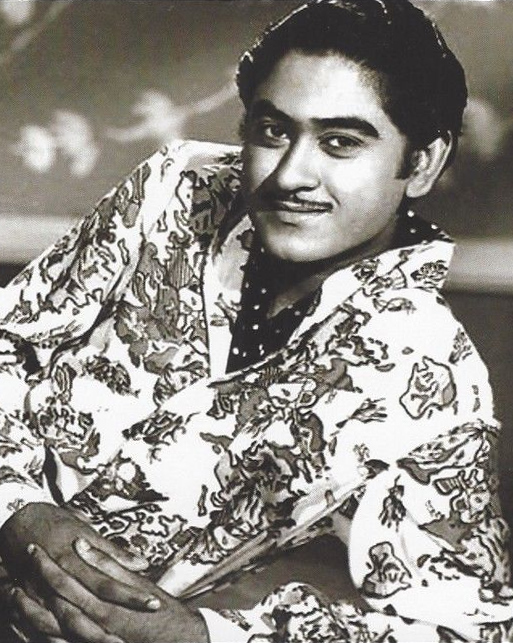
Кішор Кумар
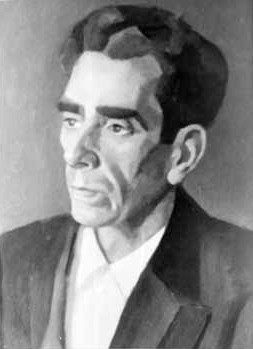
Кольдо Мічелена
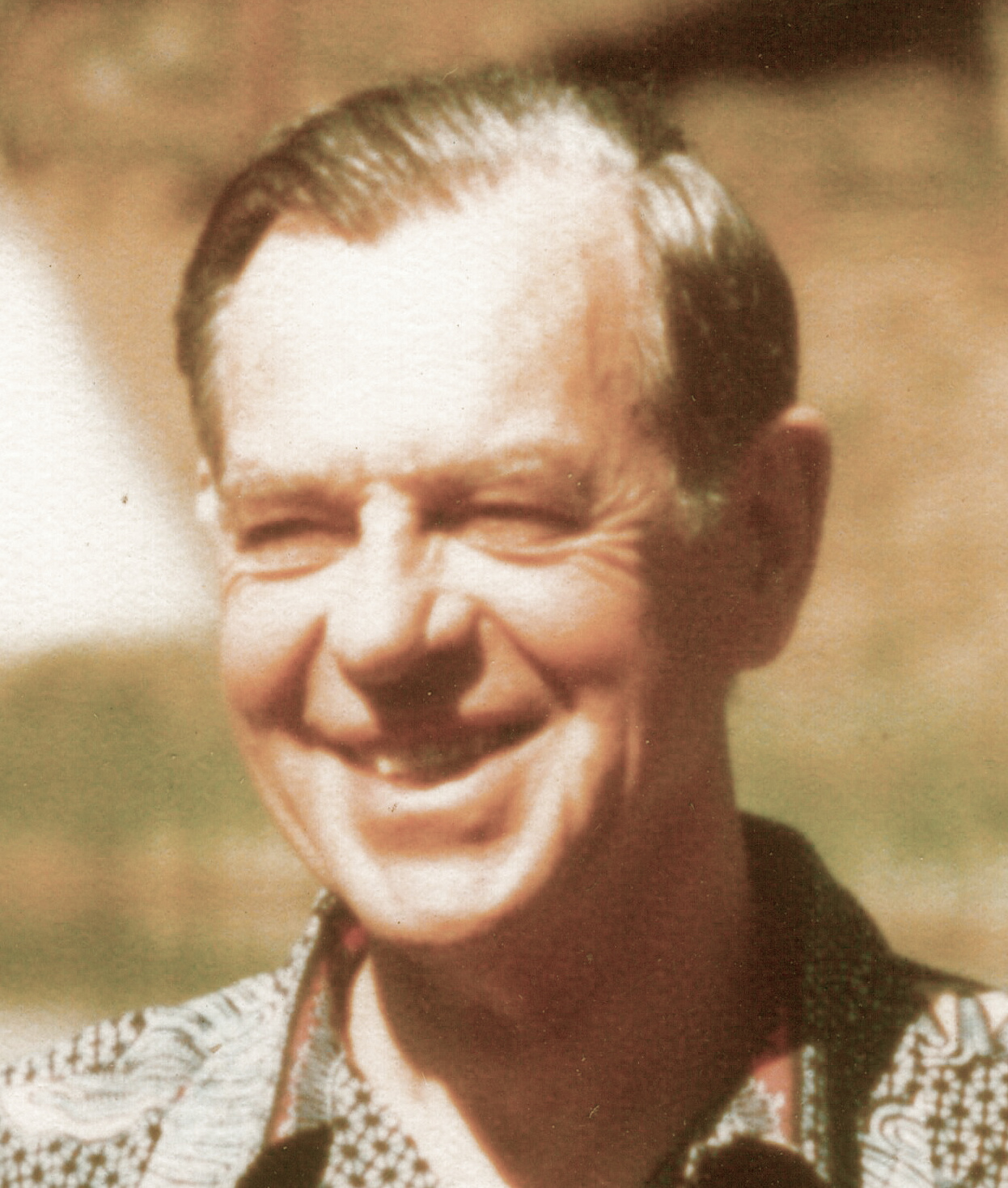
Джозеф Кемпбелл

1 жовтня — Абдур Рахім, бангладешський ісламський учений і політик (*1918)
2 жовтня — Васюра Григорій Микитович, старший лейтенант Червоної Армії, що перейшов на бік Німеччини в часи Німецько-радянської війни, воєнний злочинець (*1915)
2 жовтня — Медлін Керол, англійська акторка (*1906)
2 жовтня — Пітер Медавар, англійський біолог, Нобелівська премія з фізіології або медицини 1960 (*1915)
2 жовтня — Моше Ховав, ізраїльський радіодиктор, засновник радіомовлення в Ізраїлі (*1930)
3 жовтня — Жан Ануй, французький драматург (*1910)
3 жовтня — Калерво Пальса, фінський художник (*1947)
6 жовтня — Абдул Хамід, бангладешський політик, педагог, організатор, соціальний працівник (*1911)
6 жовтня — Роальд «Кніксен» Йенсен, норвезький футболіст (*1943)
8 жовтня — Константінос Цацос, президент Греції (1976—1980) (*1899)
8 жовтня — Надер Махдаві, командир Корпусу вартових ісламської революції (*1963)
9 жовтня — Вільям Мерфі, американський лікар, лауреат Нобелівської премії з фізіології або медицини 1934 (*1892)
9 жовтня — Клер Бут Люс, американська драматург, редакторка, журналістка, посол, світська особа та політикиня (*1903)
9 жовтня — Мохаммад Фархад, бангладешський політик (*1938)
10 жовтня — Бехідже Боран, турецька політична діячка і соціолог, марксистка (*1910)
10 жовтня — Ґретель Браун, молодша сестра німецької фотографки та моделі, коханки лідера нацистської Німеччини Адольфа Гітлера Єви Браун (*1915)
10 жовтня — Нахід Сабрі, єгипетська актриса і танцівниця живота (*1925)
11 жовтня — Кольдо Мічелена, баскський мовознавець (*1915)
11 жовтня — Т'єрк Верманінг, суперечливий нідерландський археолог-аматор і колекціонер скам'янілостей і старожитностей (*1929)
11 жовтня — Уве Баршель, німецький політик (*1944)
11 жовтня — Хайме Пардо Леал, колумбійський юрист і політик (*1941)
12 жовтня — Альф Лендон, американський політик-республіканець (*1887)
12 жовтня — Фахрі Корутюрк, президент Туреччини з 1973 по 1980 р. (*1903)
13 жовтня — Волтер Браттейн, американський фізик, лауреат Нобелівської премії з фізики 1956 (*1902)
13 жовтня — Кішор Кумар, індійський закадровий співак і комічний актор, а також поет, композитор, продюсер, режисер та сценарист (*1929)
13 жовтня — Амаленду Бісвас, бангладешський актор і режисер (*1925)
13 жовтня — Нілгун Мармара, турецька поетеса (*1958)
14 жовтня — Ельжбета Барщевська, польська акторка (*1913)
15 жовтня — Тома Санкара, політик та державний діяч з Буркіна-Фасо, марксистський революціонер, президент Верхньої Вольти у 1983—1987 роках (*1949)
15 жовтня — Ву Тхань, в'єтнамський музикант (*1926)
15 жовтня — Нік Новеченто, італійський актор і телевізійник (*1964)
16 жовтня — Сєрий Олександр Іванович, радянський російський кінорежисер, сценарист (*1927)
16 жовтня — Назір Хусейн, індійський актор, режисер і сценарист (*1922)
17 жовтня — Абдул Малек Укіл, бангладешський юрист і політик (*1924)
17 жовтня — Рубі Дендрідж, американська акторка (*1900)
19 жовтня — Герман Ланг, німецький автогонщик «24 годин Ле-Мана» та Формули-1 (*1909)
19 жовтня — Жаклін дю Пре, англійська віолончелістка (*1945)
19 жовтня — Ігор Неверлі, польський письменник, педагог і журналіст (*1903)
20 жовтня — Колмогоров Андрій Миколайович, російський радянський математик (*1903)
20 жовтня — Ларс-Ерік Шеберг, шведський хокеїст (*1944)
21 жовтня — Хе Їнцінь, китайський військовик і політик, прем'єр-міністр Республіки Китай у 1949 р. (*1890)
21 жовтня — Фумісіге Хіраока, мати письменника Юкіо Місіми (*1905)
22 жовтня — Ліно Вентура, французький актор італійського походження (*1919)
23 жовтня — Алехандро Скопеллі, аргентинський та італійський футболіст, тренер (*1908)
24 жовтня — Кельвін Мартін, американський злочинець (*1964)
24 жовтня — Антоніо Ановерос, баскський єпископ (*1909)
24 жовтня — Тан Шенмін, китайський військовий і політик (*1906)
26 жовтня — Альдо Боффі, італійський футболіст (*1915)
26 жовтня — Абдулла бін Нух, індонезійський борець за свободу (*1905)
26 жовтня — Бьорге Ліллєльєн, норвезький спортивний журналіст і коментатор (*1927)
27 жовтня — Віджай Мерчант, індійський гравець у крикет (*1911)
28 жовтня — Андре Массон, французький художник (*1896)
29 жовтня — Вуді Герман, американський джазовий кларнетист, саксофоніст, співак і лідер біг-бенду (*1913)
30 жовтня — Джозеф Кемпбелл, американський дослідник міфології (*1904)
30 жовтня — Чаудхарі Далбір Сінгх, індійський політик (*1926)
31 жовтня — Радж Чандра Бозе, індійсько-американський математик і статистик (*1901)

## Листопад

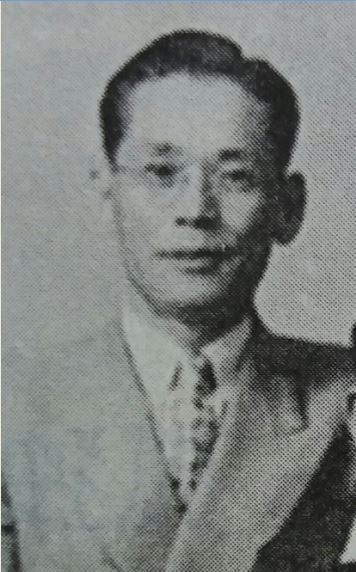
Лі Бьон Чхоль

1 листопада — Рене Левек, квебекський політик і журналіст, прем'єр-міністр Квебеку (1976—1985) (*1922)
1 листопада — Ю Дже Ха, південнокорейський співак та автор пісень (*1962)
2 листопада — Ласія Соетанто, індонезійська політикиня (*1924)
3 листопада — Коцка Андрій Андрійович, український живописець (*1911)
3 листопада — Даніель Ґобер, французька акторка (*1943)
3 листопада — Лян Шіцю, китайський письменник (*1903)
5 листопада — Жорж Франжю, французький режисер-документаліст (*1912)
5 листопада — Імонн Ендрюс, ірландський радіо- та телеведучий, який працював переважно у Великій Британії (*1922)
5 листопада — Хео Геон, південнокорейський художник (*1907)
5 листопада — Хідеомі Ода, японський якудза (*1930)
6 листопада — Арне Борґ, шведський спортсмен-плавець (*1901)
6 листопада — Зогар Арґов, ізраїльський співак (*1955)
7 листопада — Фунг Ван Кунг, в'єтнамський лікар і політик (*1909)
8 листопада — Ханаєва Євгенія Никандрівна, радянська російська актриса театру і кіно (*1921)
8 листопада — Омар Фаррух, ліванський дослідник, історик, педагог і перекладач (*1904)
9 листопада — Емелі, фінський актор-комік (*1920)
9 листопада — Тенгай Срінівасан, індійський актор (*1937)
10 листопада — Сейні Кунче, президент Нігеру (Вища військова рада) з 1974 р. (*1931)
10 листопада — Нур Хоссейн, бангладешський протестувальник, убитий поліцією (*1961)
12 листопада — Корнеліс Вресвейк, голландсько-шведський співак і автор пісень (*1937)
14 листопада — Пітер Ментен, нідерландський воєнний злочинець, бізнесмен і колекціонер творів мистецтва, нацистський колаборант (*1899)
15 листопада — Збарська Регіна Миколаївна, радянська модель (*1935)
15 листопада — Шьямал Мітра, співак, композитор і музикант Західної Бенгалії (*1929)
16 листопада — Зубір Саїд, сінгапурський композитор (*1907)
17 листопада — Абдель Монейм Ібрагім, єгипетський комік (*1924)
17 листопада — Тайяр Чавчав, турецький футболіст (*1933)
17 листопада — Хіроші Кавагуті, японський актор, ведучий, дослідник і знаменитість (*1936)
18 листопада — Жак Анкетіль, французький велогонщик (*1934)
18 листопада — Моццафар Багаї, іранський політичний діяч 1940-х і 1950-х років (*1912)
19 листопада — Лі Бьон Чхоль, південнокорейський підприємець, засновник Samsung (*1910)
20 листопада — Івоне Сільва, португальська актриса та режисерка (*1936)
21 листопада — Масуд Заккар, співробітник алжирської розвідки (*1926)
22 листопада — Хеманга Бісвас, індійський бенгальський співак, автор пісень, композитор і лівий політичний активіст (*1912)
23 листопада — Мірошниченко Віктор Миколайович, радянський український актор театру і кіно (*1937)
23 листопада — Соломана Канте, гвінейський письменник і перекладач, педагог і винахідник, творець абетки нко для мов манде (*1922)
24 листопада — Абдул Рахман Аль-Шаркаві, єгипетський поет, письменник, журналіст, драматург та ісламський мислитель (*1921)
24 листопада — Антон Пік, нідерландський художник, рисувальник, офортист і графік (*1895)
24 листопада — Гуннар Хекшер, шведський політик (*1909)
24 листопада — Кароль Бунш, польський історичний письменник, перекладач (*1898)
25 листопада — Гарольд Вашингтон, американський юрист і політик, мер Чикаго (*1922)
25 листопада — Рамасвамі Парамесваран, офіцер індійської армії (*1946)
26 листопада — Джо Гілфорд, американський психолог, професор (*1897)
26 листопада — Дункан Сендіс, британський політик, зять Вінстона Черчилля (*1908)
26 листопада — Костахе Іоанід, румунський християнський поет (*1912)
26 листопада — Мубарак Абдулла Аль-Джабер Ас-Сабах, перший начальник генерального штабу кувейтської армії, член дому Сабах (*1934)
26 листопада — Пал Рокенбауер, угорський мандрівник, дослідник, радіотелевізійник (*1933)
26 листопада — Раймонд Вестерлінг, голландський військовик (*1919)
26 листопада — Юань Шу, китайський письменник і офіцер розвідки Комуністичної партії Китаю (*1911)
28 листопада — Хару Сонода, японський професійний борець (*1956)
29 листопада — Аге Самуельсен, норвезький проповідник, автор і композитор християнських пісень (*1915)
29 листопада — Віктор Ітурбе, мексиканський співак болеро (*1936)
29 листопада — Ірен Хендл, британська акторка (*1901)
29 листопада — Мохаммад Товаха, бангладешський комуністичний політик, діяч руху бенгальської мови (*1922)
30 листопада — Гельмут Хортен, німецький підприємець (*1909)
30 листопада — Симон Карміггельт, нідерландський журналіст, письменник і поет (*1913)

## Грудень

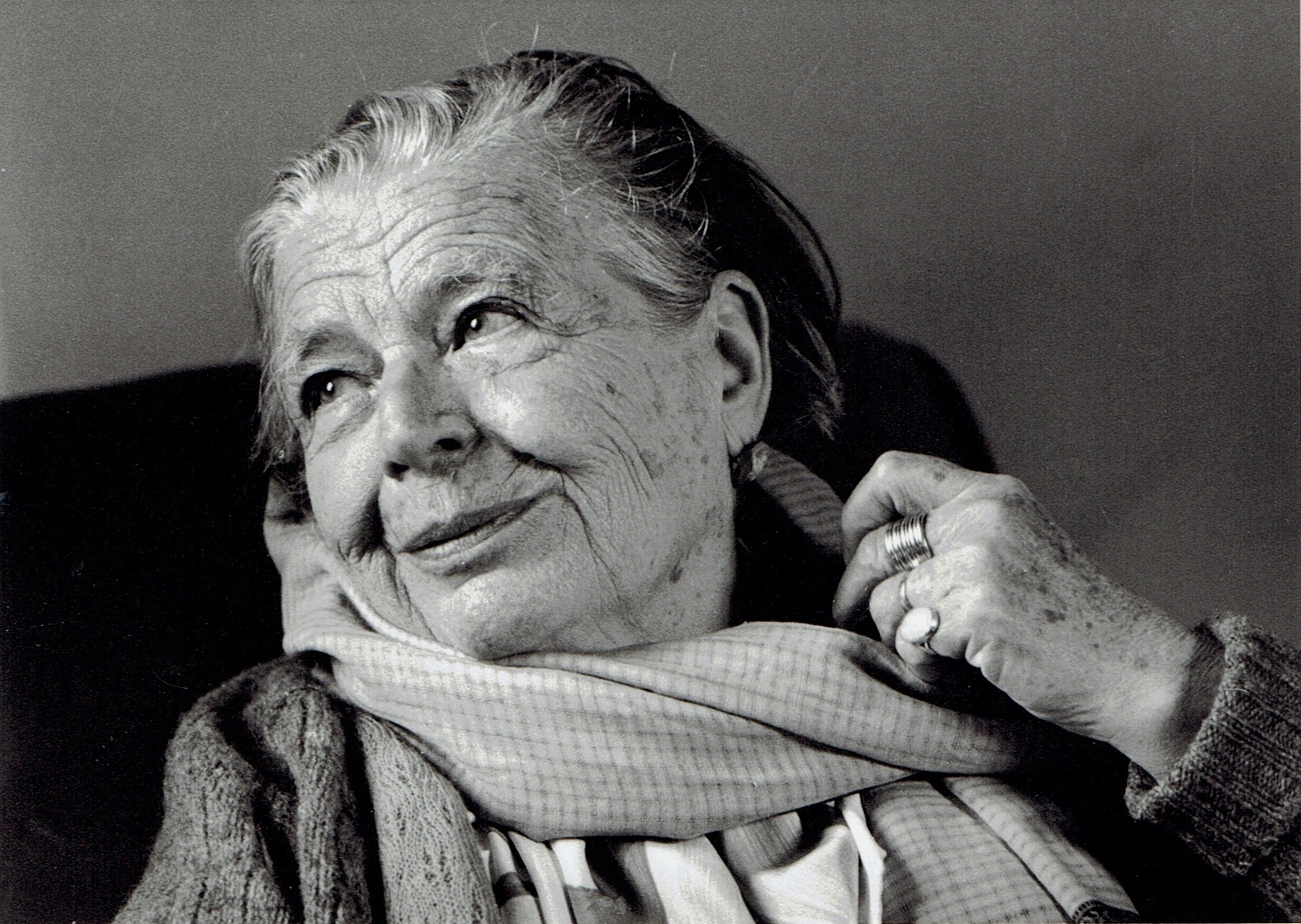
Маргеріт Юрсенар
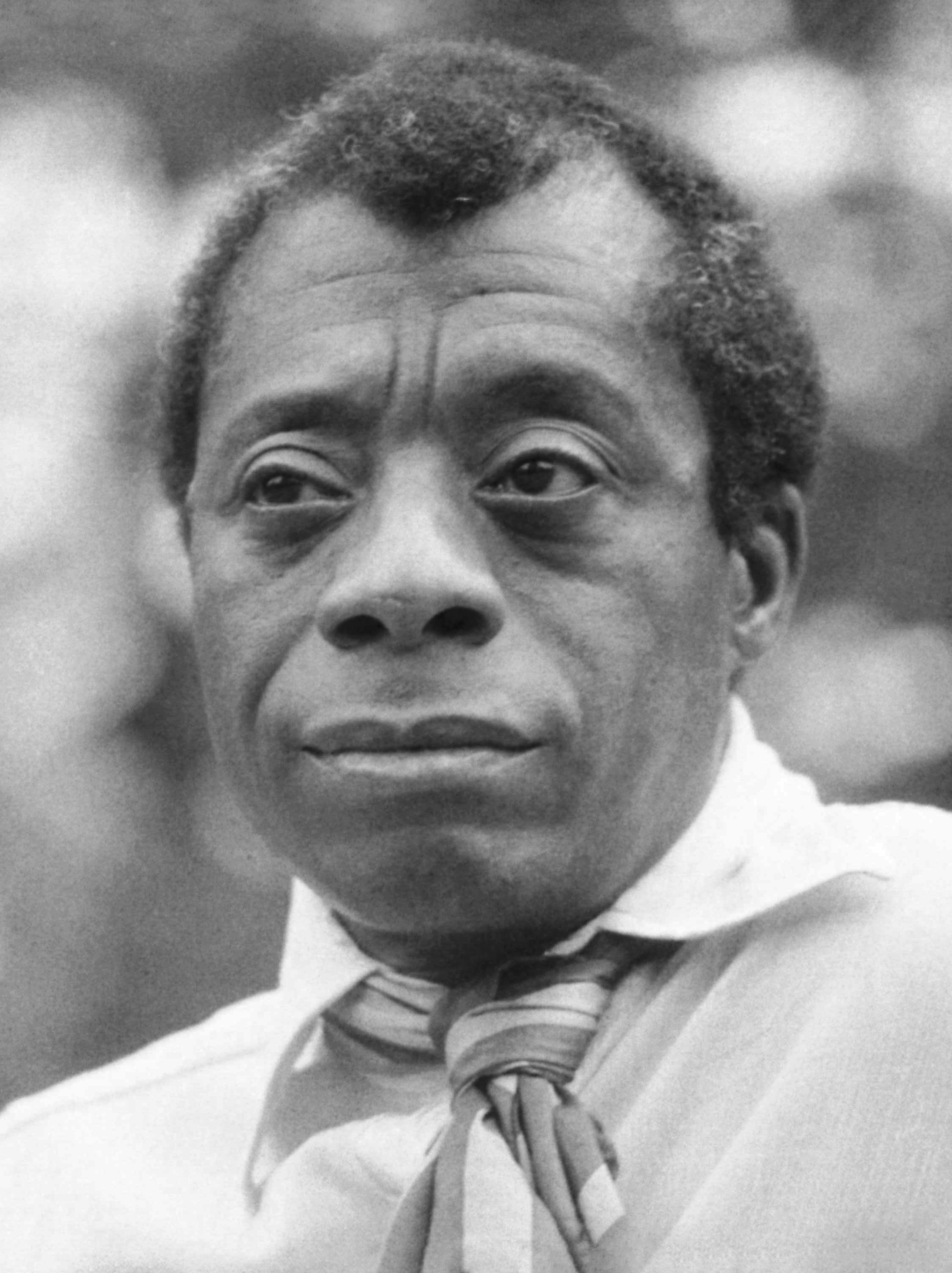
Джеймс Болдвін
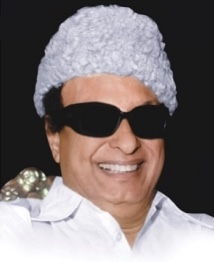
Марудур Рамачандран
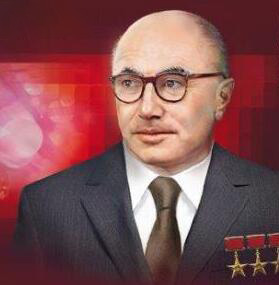
Яків Зельдович
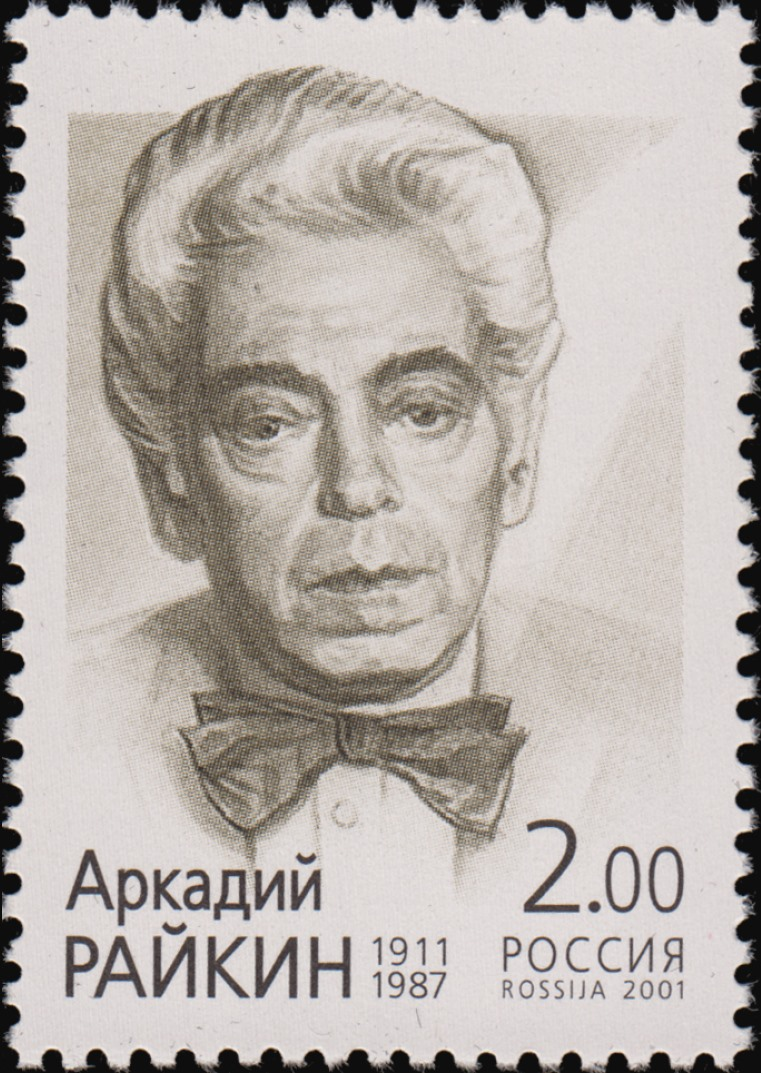
Аркадій Райкін
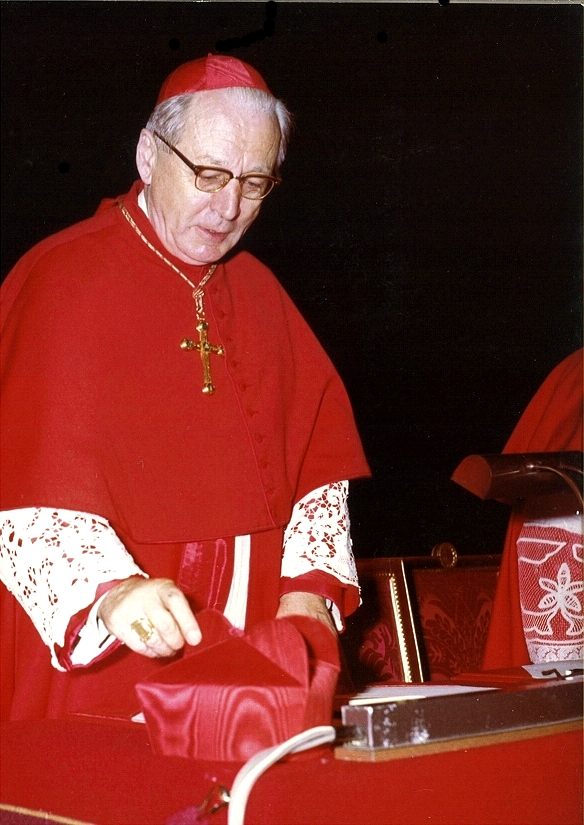
Бернардус Альфрінк

1 грудня — Джеймс Болдвін, американський письменник, борець за права людини (*1924)
2 грудня — Донн Ейсел, пілот ВПС США, астронавт НАСА (*1930)
2 грудня — Зельдович Яків Борисович, радянський фізик, фізико-хімік та астрофізик (*1914)
2 грудня — Луїс Федеріко Лелуар, аргентинський біохімік, лауреат Нобелівської премії з хімії 1970 (*1906)
2 грудня — Тригве Хофф, норвезький музикант (*1938)
4 грудня — Рубен Мамулян, американський режисер кіно і театру вірменського походження (*1897)
4 грудня — Арнольд Лобель, американський дитячий письменник, ілюстратор (*1933)
4 грудня — Костянтин Нойка, румунський філософ, поет, публіцист і письменник (*1909)
5 грудня — Роберт Люссак, фламандський актор (*1902)
6 грудня — Іванютина Тамара Антонівна, російська серійна вбивця (*1941)
6 грудня — Петер Лоренц, німецький політик (*1922)
7 грудня — Ірена Тувім, польська поетеса, прозаїкиня, перекладачка; сестра поета Юліана Тувіма (*1898)
7 грудня — Карой Веребеш, угорський актор (*1920)
7 грудня — Лю Веймінь, тайванський бандит (*1948)
9 грудня — принц Ернест Август Ганноверський, глава Ганноверського дому (*1914)
10 грудня — Джованні Арпіно, італійський письменник і журналіст (*1927)
10 грудня — Яша Хейфец, американський скрипаль і композитор єврейського походження (*1901)
10 грудня — Карлота Харамільо, еквадорська співачка (*1904)
10 грудня — Лііса Невалайнен, фінська актриса та письменниця детективів (*1916)
10 грудня — Мусаїд бін Абдул Рахман бін Фейсал Аль Сауд, сайдівський урядовець, брат короля Абдель-Азіза (*1920/1922)
11 грудня — Аділе Нашит, турецька акторка (*1930)
12 грудня — Хадіджам Тахакс, індонезійський актор (*1927)
12 грудня — Циля Біндер, ізраїльська художниця, письменниця і поетеса (*1919)
13 грудня — Станіслав Радкевич, польський комуністичний політик і державний діяч, організатор політичних репресій (*1903)
14 грудня — Лавріненко Юрій Андріянович, український літературознавець, публіцист, есеїст, критик, редактор (*1905)
14 грудня — Ольга Станісавлєвич, югославська сербська актриса кіно, телебачення та театру (*1930)
15 грудня — Іво Лапенна, далмаційський італійський професор права та есперантист (*1909)
15 грудня — Анхель Інфанте, мексиканський актор (*1914)
16 грудня — Бруно Беатріче, італійський футболіст (*1948)
16 грудня — Джон Рассел, 4-й граф Рассел, старший син філософа і математика Бертрана Рассела і його другої дружини Дори Блек (*1921)
17 грудня — Маргеріт Юрсенар, французька письменниця, перша жінка — член Французької академії (*1903)
17 грудня — Райкін Аркадій Ісаакович, радянський актор, гуморист, режисер єврейського походження (*1911)
17 грудня — Бернардус Альфрінк, нідерландський архієпископ, кардинал і митрополит (*1900)
17 грудня — Лінда Вонг, американська порноакторка японського походження (*1951)
18 грудня — Конні Планк, німецький продюсер, музикант, звукорежисер (*1940)
18 грудня — Ґ.А. ван Орсхот, голландський видавець, письменник і поет (*1909)
19 грудня — Йоан Реммельтс, нідерландський актор і режисер (*1905)
21 грудня — Ральф Нельсон, американський кіно- та телережисер, продюсер, письменник і актор (*1916)
22 грудня — Еліс Террі, американська акторка та режисерка (*1899)
22 грудня — А.Н. Алькафф, індонезійський актор і режисер (*1925)
22 грудня — Будимір Буца Йованович, сербський композитор і акордеоніст (*1931)
22 грудня — Густав Фрейліх, німецький актор і кінорежисер (*1902)
22 грудня — Князєва Лідія Миколаївна, російська акторка, театральна педагог (*1925)
22 грудня — Лука Продан, шотландсько-італійський співак, композитор і музикант, який жив в Аргентині (*1953)
24 грудня — Йооп ден Ойл, прем'єр-міністр Нідерландів з 1973 до 1977 р. (*1919)
24 грудня — Ойґен Коґон, німецький історик, публіцист, соціолог, політолог (*1903)
24 грудня — Кулвант Сінгх Вірк, письменник індійського походження, який писав переважно мовою панджабі (*1921)
24 або 29 грудня — Марудур Рамачандран, індійський актор Коллівуду, політичний діяч штату Тамілнаду (*1917)
26 грудня — Манодж Босе, бенгальський письменник-фантаст (*1901)
27 грудня — Попель Степан Михайлович, український філолог і юрист, український та американський шахіст (*1907)
27 грудня — Какасо, бразильський професор університету, лірик і поет (*1944)
27 грудня — Реві Еллі, новозеландський письменник, педагог і громадський діяч, що жив у Китайській Народній Республіці (*1897)
27 грудня — Хатодзю Муку, японський письменник (*1905)
27 грудня — Шанті Деві, індійська жінка, яка стверджувала, що пам'ятає своє попереднє життя, і стала предметом дослідження реінкарнації (*1926)
28 грудня — Шарль Малік, ліванський академік, політик, дипломат і філософ (*1906)
28 грудня — Щасливий Аханд, бангладешський співак і музичний продюсер (*1963)
29 грудня — Жеймо Яніна Болеславівна, радянська кіноактриса (*1909)
29 грудня — Джун Ісікава, японський прозаїк, літературний критик і перекладач (*1899)
29 грудня — Хе Чангун, старший генерал Китайської народно-визвольної армії (*1901)
29 грудня — Ян Рибковський, польський режисер, сценарист і педагог (*1912)
30 грудня — Стешенко Ірина Іванівна, українська драматична акторка, письменниця й перекладачка, онука Михайла Старицького (*1898)

## Місяць невідомий
1987 — Жавнерович Михайло Кузьмич, радянський білоруський слідчий з особливо важливих справ (*1919)
1987 — Лі Гохуей, офіцер армії Китайської Республіки (*1910)
1987 — Чен Сінлін, китайський політик (*1900)
1987 — Хасан бін Абдулла Аль Шейх, саудівський письменник і педагог (*1933)
1987 — Мухаммед бін Алі Аль-Сенуссі, саудівський поет і письменник (*1924)
1987 — Халілуллах Халілі, перський поет афганського походження (*1907)
1987 — Моше Мордехай Бідерман, ізраїльський хасидський ребе (*1903)
1987 — Бут Тре, в'єтнамський народний поет (*1911)
1987 — Ву Лап, генерал-полковник Народної Армії В'єтнаму, політик (*1924)
1987 — Нго Ду, генерал-лейтенант від піхоти армії Республіки В'єтнам (*1926)
1987 — Сон Вуонг, в'єтнамський бандит і письменник (*1908)
1987 — Ахандананд, індійський ґуру (*1911)
1987 — Джордж Мусулін, підполковник армії США сербського походження, що належав до четників (*1914)